# Nouakchott
Nouakchott (en arabe : نُوَاكْشُوط) est la capitale de la Mauritanie depuis 1957 (auparavant la capitale était Saint-Louis). Située au bord de l'océan Atlantique, elle a été créée sur une zone de campement. De temps à autre, les nomades viennent séjourner autour de Nouakchott qui a pris rapidement l'aspect d'une ville moderne.

## Toponymes
Le nom de cette ville, Nouakchott est d'origine berbère et signifie « fait de bâtons », pour parler des habitations faites de bois, néanmoins Noiakchott selon les retranscriptions, a donné lieu à plusieurs traductions, dont cinq principales :
- « lieu où apparaît l'eau quand on creuse un puits » ;
- « terrain où les coquillages abondent » ;
- « l'endroit au pâturage salé » ;
- « là où souffle le vent » ;
- « le sans-oreilles ».

Chott peut signifier « plage » ou « estran ». Noua en arabe hassaniya (dialecte maure) serait « baie ». On traduirait littéralement « Nouakchott » par « la plage de la baie ». Bien que le littoral mauritanien ne présente aucune baie aux abords de Nouakchott, la forme de la côte y est légèrement creuse. Nouakchott était à l'origine un camp militaire français, construit de toutes pièces, où les Mauritaniens n'avaient pas l'habitude de séjourner.

## Paysage urbain
Le centre-ville est formé selon un plan hippodamien structuré autour de deux boulevards.
L'artère principale est l'avenue Abdel Nasser orientée est ouest, qui se termine à six kilomètres à l'ouest au port et passe d'abord à l'est à travers un vaste quartier de bâtiments gouvernementaux et relie le centre à l'aéroport international situé à trois kilomètres au nord-est.
L'avenue du Général de Gaulle traverse une zone résidentielle à l'extrême nord, puis le quartier des affaires et des ambassades et mène au sud de l'intersection principale à travers plusieurs quartiers de marché jusqu'au Cinquième arrondissement au sud.
L'ancien village de Ksar a fusionné avec ce qui est aujourd'hui l'arrondissement de Ksar à l'est duquel se trouve l'ancien aéroport de la ville.
La division originale ne comprenait que quatre arrondissements. En 1986, la ville est divisée en neuf arrondissements officiels.
Les neuf arrondissements, constituant des communes urbaines administratives, sont :
- Arafat ;
- Dar Naim ;
- El Mina ;
- Ksar ;
- Riyadh ;
- Sebkha ;
- Tevragh Zeïna ;
- Teyareth ;
- Toujounine.

## Histoire

### Vers 1960, ville nouvelle
L'endroit en lui-même est connu depuis longtemps par les nomades. Au début du XXe siècle, il ne consiste encore qu'en un poste militaire, érigé par l'armée française en 1903. Dans un récit de voyage intitulé Vent de sable, écrit en 1923, Joseph Kessel évoque « le pire endroit de la côte » tenu par « quinze tirailleurs sénégalais et un sergent corse ». Pour Antoine de Saint-Exupéry, qui y pose de temps en temps l'avion de l'aéropostale, c'est un « petit poste de Mauritanie, aussi isolé de toute vie qu'un îlot perdu en mer ». Il s'agit d'un ksar, c'est-à-dire un fortin, entouré de quelques campements, où un détachement de militaires français surveille la route commerciale qui relie le Maroc au Sénégal.
Le développement de Nouakchott commence véritablement avec le vote de la Loi-cadre des territoires d'outre-mer, dite Loi-cadre Defferre, de juin 1956, qui institue pour chaque territoire un conseil de gouvernement présidé par un gouverneur et composé de ministres élus par l'assemblée territoriale. Il faut une capitale à la Mauritanie et on décide alors la création d’une ville nouvelle en ce lieu. À cette époque, il y a 500 habitants sur place. L'endroit est choisi en raison de la proximité de la nappe phréatique d'Idini, qui peut permettre de desservir une ville importante, et pour sa situation centrale, qui permet de créer un lien entre les Maures blancs du Nord et les populations noires du Sud du pays. Le climat est également plus doux qu'à l'intérieur des terres. En 1959, l'architecte français André Leconte dresse le plan de la nouvelle capitale. Deux noyaux se dégagent : l'un autour du fort, qui deviendra le quartier européen de nos jours ; l'autre autour de la mosquée, donc un peu plus à l'écart à l'époque. Coupée en deux dans un premier temps, la ville se réunifie rapidement. En 1958, Amadou Diadié Bâ, ministre mauritanien des Ponts et Chaussées procède à la pose de la première pierre pour la création de la capitale de la Mauritanie en ce lieu. Il prononce à cette occasion un important discours en présence du général Charles de Gaulle et du président mauritanien Mokhtar Ould Daddah. Cette cérémonie officielle a été à l’origine de la transformation du fort, et du ksar en une véritable capitale d'un pays africain. La première pierre qu'Amadou Diadié Ba a posée en compagnie des chefs d’États français et mauritanien est toujours visible dans la cour de la Présidence de la république. Un hôpital, un aéroport et une avenue sont édifiées. Puis, l'année de l'indépendance, en 1960, d'autres bâtiments surgissent dans le quartier du Ksar : la première mosquée, les premiers ministères, le wharf ou zone portuaire et enfin des blocs cubiques destinés à loger des fonctionnaires.

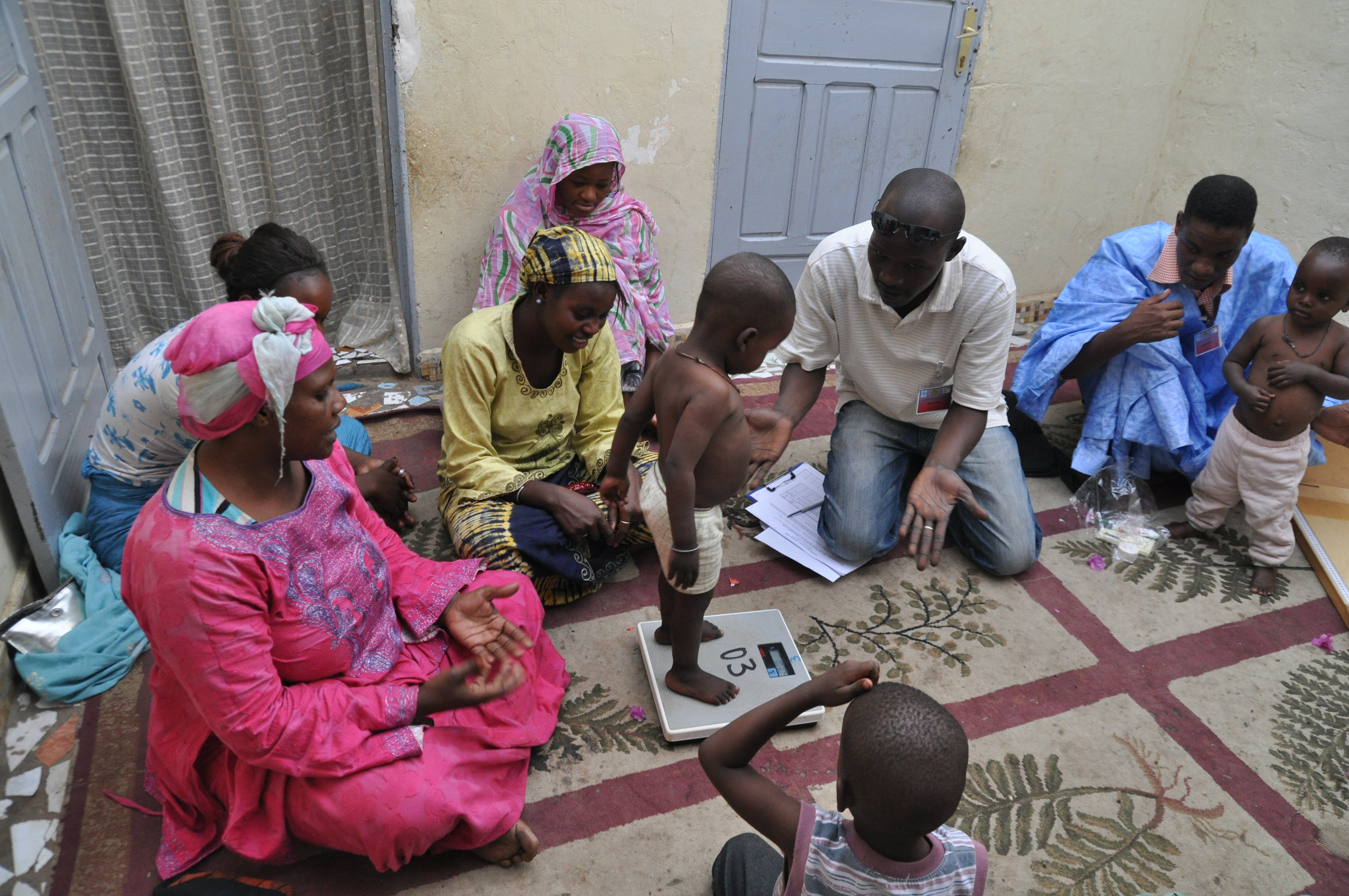
Visite médicale en famille

Le développement est assez rapide. Les estimations donnent une population de 8 000 habitants en 1960 et de 800 000 habitants environ à la fin du XXe siècle. Les raisons de cette importante croissance démographique sont :
- le regroupement vers le chef-lieu dans les lieux désertiques ;
- l'emballement : plus un lieu concentre d'habitants, plus il en attire de nouveaux ;
- dans les années 1980, à la suite d'une grande sécheresse qui ruine les éleveurs (première richesse du pays), ceux-ci viennent s'installer en ville pour trouver un nouvel emploi.

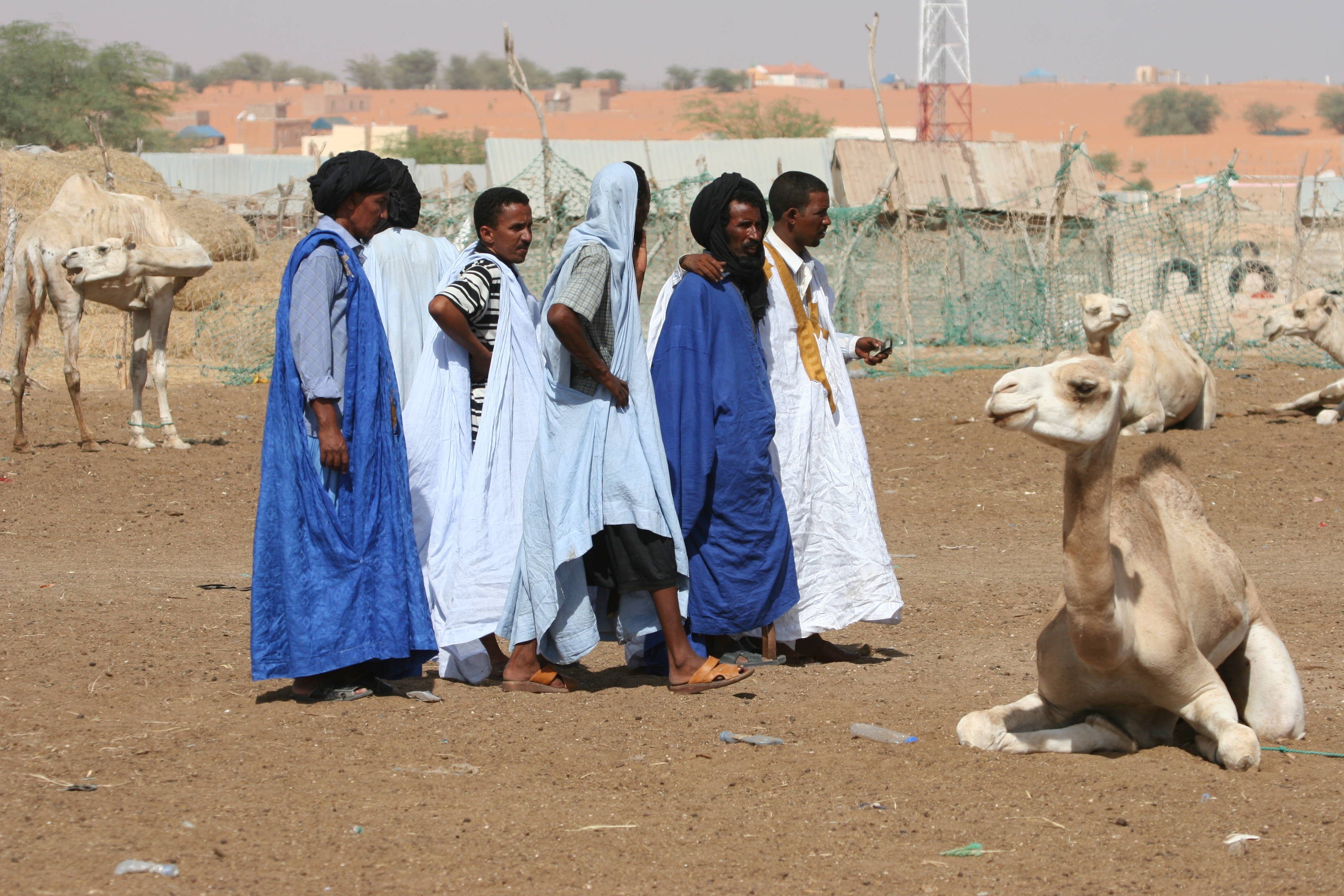
Mauritaniens en tenue traditionnelle

L'habitat et le logement informel sont des phénomènes courants dans les pays en voie de développement et les pays du monde arabo-musulman. Nouakchott en est un exemple, même si les particularités de l'habitat spontané ne peuvent être généralisées à l'ensemble des pays arabes. Le cas de Nouakchott est un cas extrême en ce qui concerne l'habitat informel parce que le phénomène y est massif.

### Explosion urbaine

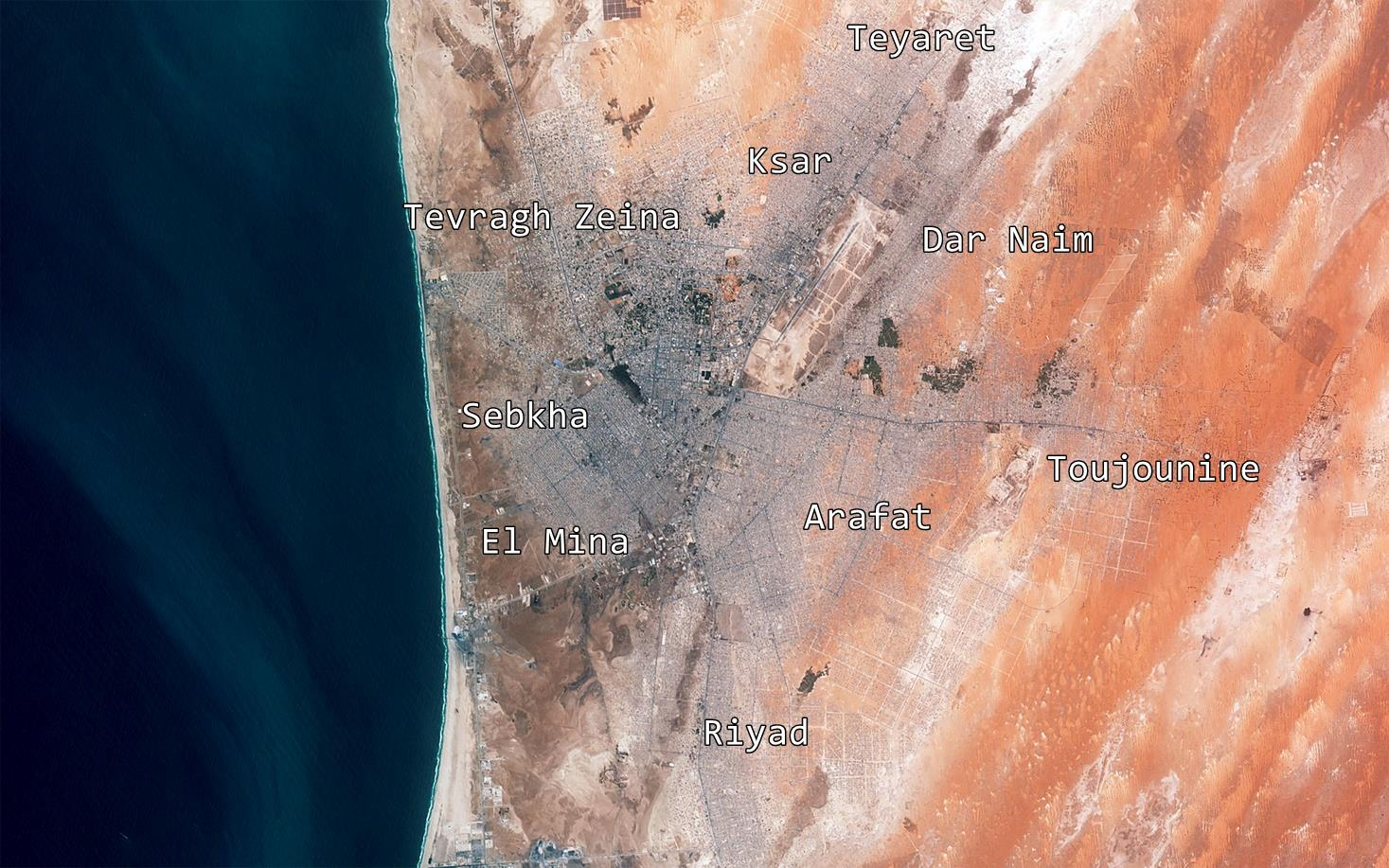
Image satellite de Nouakchott.

Nouakchott se trouve à la frontière de deux aires culturelles : la Mauritanie ne fait partie ni du monde arabe au sens strict – des populations dites négro-africaines Soninkés, Toucouleurs et Wolofs peuplent le sud du pays – ni de l'Afrique noire, car les Maures (se réclamant d'ascendance berbère ou arabe) qui parlent le dialecte hassanya ou le berbère sont la principale ethnie dans le pays et à Nouakchott. La ville se trouve donc aux marges du monde arabe.

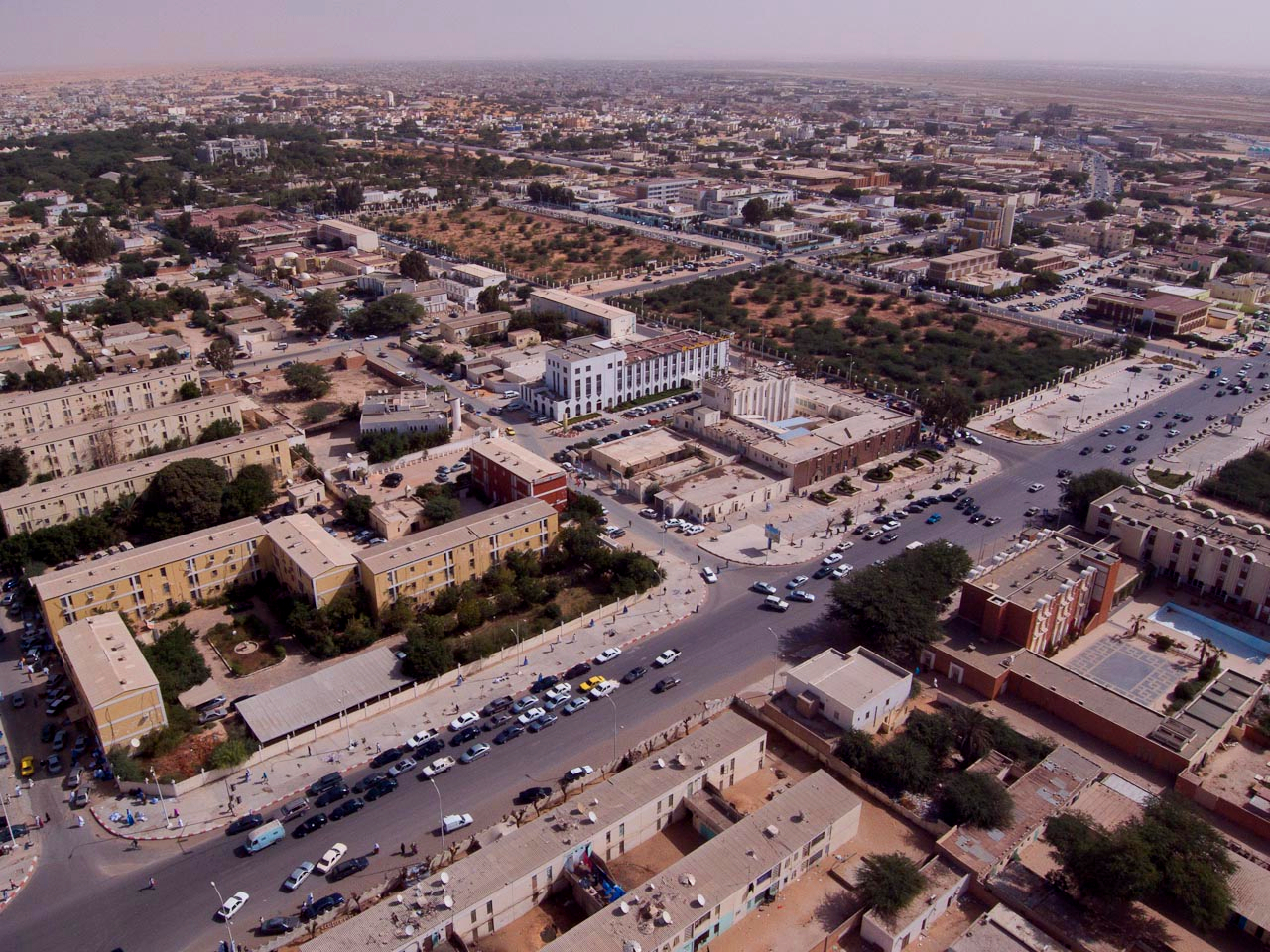
Centre-ville de Nouakchott.

Pour donner un autre ordre de grandeur, entre 1962 et 1990, la superficie de la ville est passée de 240 à 8 000 hectares, et la population a été multipliée par 81 entre 1959 et 1988.
Les causes de l'explosion urbaine sont d'ordre à la fois économiques, sociologiques et psychologique :
- un processus de sédentarisation couplé à une croissance démographique importante (démographie de transition) ont entraîné une émigration importante des villages aux villes. En effet, le milieu naturel mauritanien ne permet pas une forme d'agriculture capable de nourrir et de faire travailler l'ensemble de sa population. Le milieu est essentiellement saharien ou sahélien (hormis aux abords du fleuve Sénégal), et l'agriculture mauritanienne repose essentiellement sur un modèle agro-pastoral (avec un nomadisme développé). La fragilité du milieu naturel ne pouvait donc pas absorber la croissance démographique ;
- de plus, le colonialisme avait déjà en partie remis en cause les valeurs qui permettaient le nomadisme, fondé sur l'autorité des chefs. Les sécheresses des années 68 à 73 ont accéléré de manière spectaculaire la sédentarisation : les seules possibilités de se prémunir contre la famine résidaient alors dans les villes (distribution de nourriture, soins...), et les nomades une fois sédentarisés étaient peu disposés à repartir vers les zones rurales. Cette sécheresse a ruiné les éleveurs et réduit fortement la production céréalière pour quelques années ;
- on peut aussi ajouter différentes motivations à l'émigration vers les villes, notamment l'attrait que la ville constitue pour l'ensemble de la population (emplois, accès à l'éducation et à la santé, meilleures conditions de vie...), cela est d'autant plus vrai pour Nouakchott qui est une capitale aux fonctions politiques, administratives et culturelles (administration, justice, armée, enseignement...).Vue aérienne (2005)

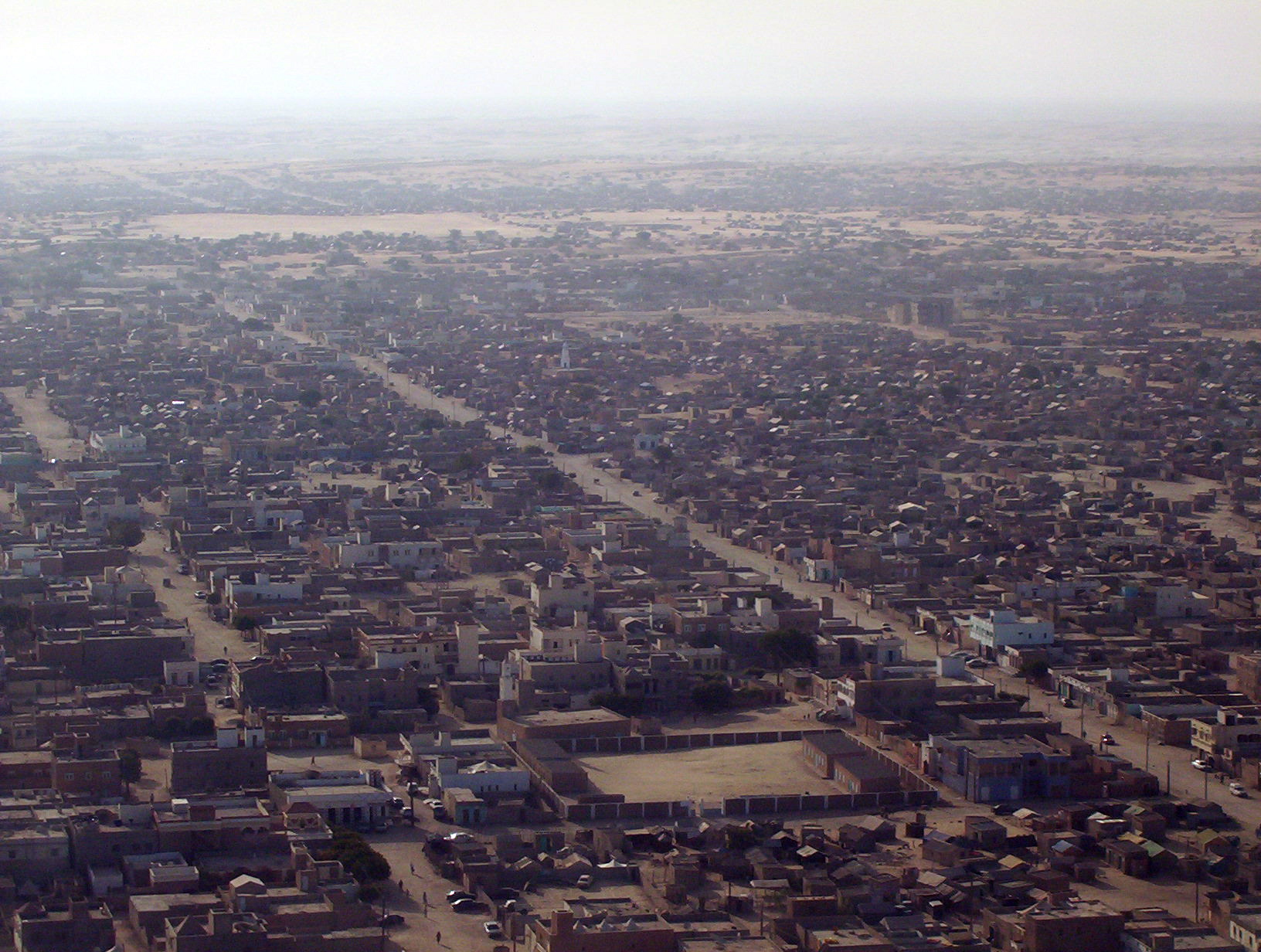
Vue aérienne (2005)

La population urbaine représente 6,4 % de la population totale en 1962, et Nouakchott représente alors 0,6 % de la population. Quelques décennies plus tard, au début du XXIe siècle, Nouakchott représente désormais à elle seule entre 25 et 30 % de la population mauritanienne. Pour donner une idée de ce changement en profondeur de cette société mauritanienne, le nomadisme est passé, entre 1962 et 1985, de 75% à 15% environ de la population (tendance encore accentuée aujourd'hui mais les données précises manquent).

## Climat
Nouakchott a un climat désertique chaud (BWh selon la classification de Köppen).
La température moyenne annuelle est de 25,8 °Cet les précipitations annuelles sont de 159 mm.
| Mois                                | jan. | fév. | mars | avril | mai  | juin | jui. | août | sep. | oct. | nov. | déc. | année |
| ----------------------------------- | ---- | ---- | ---- | ----- | ---- | ---- | ---- | ---- | ---- | ---- | ---- | ---- | ----- |
| Température minimale moyenne (°C)   | 14,5 | 16,4 | 18,2 | 19,1  | 20,7 | 22,8 | 24,3 | 25,4 | 25,8 | 23,8 | 19,7 | 16,9 | 20,6  |
| Température moyenne (°C)            | 21,5 | 23   | 24,2 | 24,3  | 25,8 | 26,7 | 27,3 | 28,4 | 29,6 | 28,8 | 25,8 | 22,8 | 25,7  |
| Température maximale moyenne (°C)   | 29,1 | 30,8 | 33,5 | 34,8  | 34,3 | 34,7 | 32,4 | 33   | 36,1 | 36,7 | 34   | 31   | 33,4  |
| Record de froid (°C)                | 3,9  | 7    | 5    | 10    | 13   | 15,7 | 15   | 16,1 | 17   | 13   | 9,3  | 5    | 3,9   |
| Record de chaleur (°C)              | 39,9 | 41,7 | 44   | 47,5  | 47   | 47,2 | 47,5 | 45,1 | 45,5 | 44,5 | 42,3 | 39,6 | 47,5  |
| Ensoleillement (h)                  | 7,5  | 7,8  | 8,4  | 9     | 9,1  | 8    | 7,7  | 8,2  | 7,6  | 8,4  | 8,1  | 7    | 8,1   |
| Précipitations (mm)                 | 0,7  | 1,5  | 0,2  | 0,1   | 0,3  | 1,9  | 6,3  | 36,8 | 36,3 | 6,3  | 2    | 2,8  | 95,2  |
| Nombre de jours avec précipitations | 0,2  | 0,3  | 0,1  | 0     | 0    | 0,3  | 0,8  | 2,6  | 3    | 0,7  | 0,2  | 0,3  | 8,3   |
| Humidité relative (%)               | 36   | 39   | 43   | 49    | 54   | 60   | 70   | 72   | 69   | 55   | 44   | 35   | 52    |

| Diagramme climatique                                  |             |             |             |             |             |             |            |              |             |         |           |
| J                                                     | F           | M           | A           | M           | J           | J           | A          | S            | O           | N       | D         |
| 29,114,50,7                                           | 30,816,41,5 | 33,518,20,2 | 34,819,10,1 | 34,320,70,3 | 34,722,81,9 | 32,424,36,3 | 3325,436,8 | 36,125,836,3 | 36,723,86,3 | 3419,72 | 3116,92,8 |
| Moyennes : • Temp. maxi et mini °C • Précipitation mm |             |             |             |             |             |             |            |              |             |         |           |

| Mois                        | Janv  | Fév   | Mars  | Avr   | Mai   | Juin  | Juil  | Août  | Sept  | Oct   | Nov   | Déc   |
| --------------------------- | ----- | ----- | ----- | ----- | ----- | ----- | ----- | ----- | ----- | ----- | ----- | ----- |
| Heure moyenne de l'aube     | 08:38 | 08:30 | 08:11 | 08:46 | 08:30 | 08:28 | 08:36 | 08:46 | 08:51 | 08:57 | 08:10 | 08:27 |
| Heure moyenne du crépuscule | 19:48 | 20:05 | 20:13 | 21:20 | 21:29 | 21:40 | 21:43 | 21:30 | 21:06 | 20:41 | 19:26 | 19:30 |

## Démographie
Depuis 1961, l'évolution démographique de Nouakchott a été :
| 1961  | 1965   | 1970   | 1977    | 1981    |
| ----- | ------ | ------ | ------- | ------- |
| 5 807 | 15 000 | 25 000 | 134 704 | 232 000 |

| 1988    | 2000    | 2013    | 2019      | 2023      |
| ------- | ------- | ------- | --------- | --------- |
| 393 325 | 558 195 | 958 399 | 1 195 600 | 1 492 000 |

| Évolution démographique de Nouakchott |           |
| \| 1961 \| 5 807 \| \| 1965 \| 15 000 \| \| 1970 \| 25 000 \| \| 1977 \| 134 704 \| \| 1981 \| 232 000 \| \| 1988 \| 393 325 \| \| 2000 \| 558 195 \| \| 2013 \| 958 399 \| \| 2019 \| 1 195 600 \| \| 2023 \| 1 492 000 \| |           |
| 1961 | 5 807     |
| 1965 | 15 000    |
| 1970 | 25 000    |
| 1977 | 134 704   |
| 1981 | 232 000   |
| 1988 | 393 325   |
| 2000 | 558 195   |
| 2013 | 958 399   |
| 2019 | 1 195 600 |
| 2023 | 1 492 000 |

Une partie de la difficulté d'estimer la population de la ville est qu'une partie de celle-ci est nomade, installant des tentes dans des endroits appropriés, puis pliant bagage lorsque le besoin s'en fait sentir.
Certaines estimations évaluent la population de 2008 à plus de 2 millions.
Le recensement de 2013 a donné la population de la ville à 958 399.

## Économie
Nouakchott connait un développement inégal et certaines parties de la ville restent fortement sous-développées. 
La ville abrite plusieurs marchés, dont le marché marocain et les plages.
On peut acheter du poisson frais sur le marché aux poissons d’une plage consacrée aux bateaux de pêche.
Nouakchott est un lieu de vente principal de météorites sahariennes.
La ville abrite la cimenterie Mafci, du groupe italien Italcementi.

## Culture

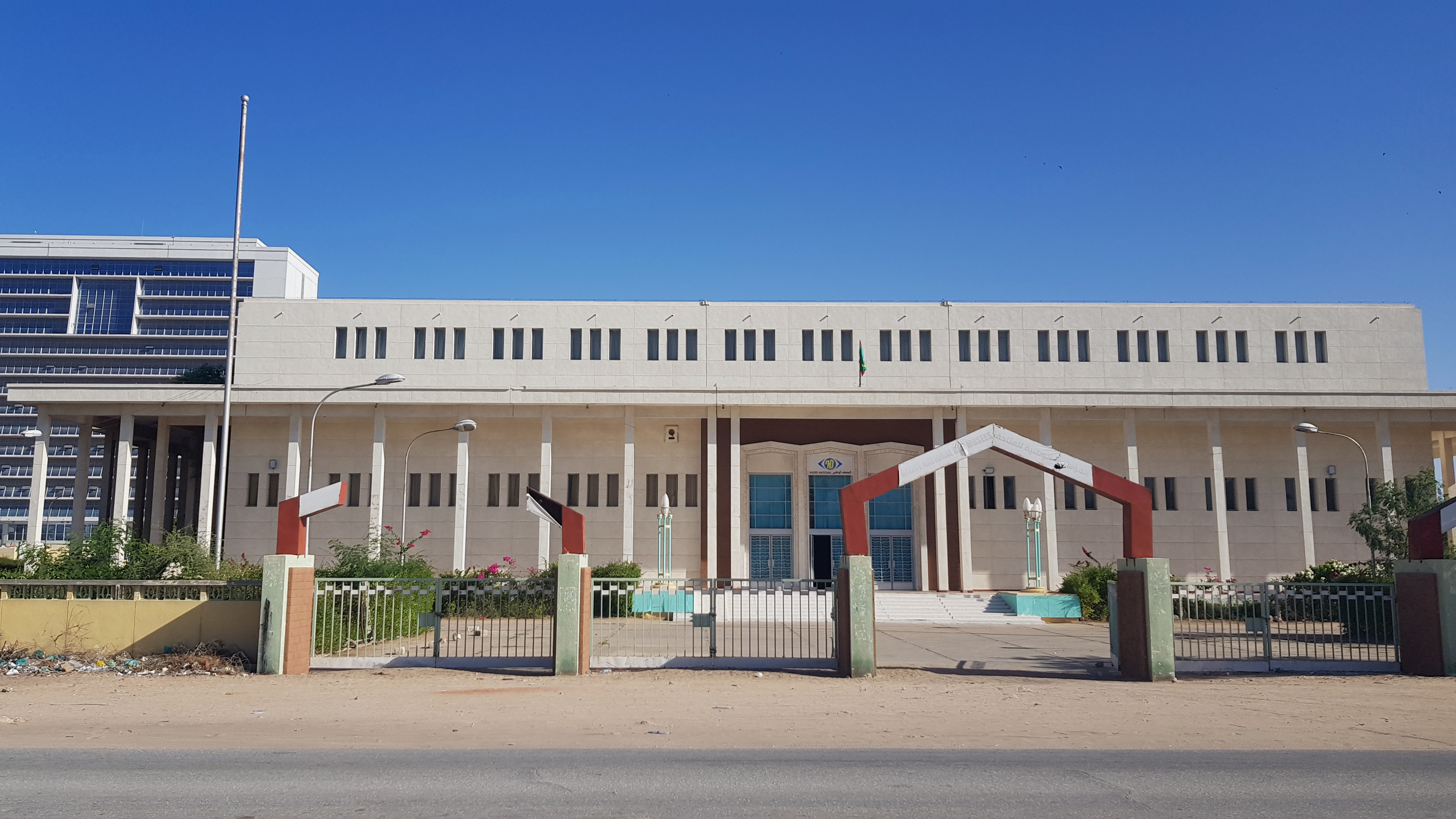
Le musée national de Mauritanie.

### Espaces culturels
- Musée national de Mauritanie.
- Bibliothèque nationale de Mauritanie.
- Palais des Congrès à Nouakchott.

### Langues
La langue arabe est parlée par une grande majorité des habitants de la ville, surtout le dialecte arabe local (Hassanya). D'autres langues nationales sont aussi parlées à Nouakchott, il s'agit du pulaar, du wolof et du soninke.
En 2014, 50,7 % des habitants de Nouakchott de 15 ans et plus savent lire et écrire le français tandis que 49,4 % savent le parler et le comprendre.

## Éducation

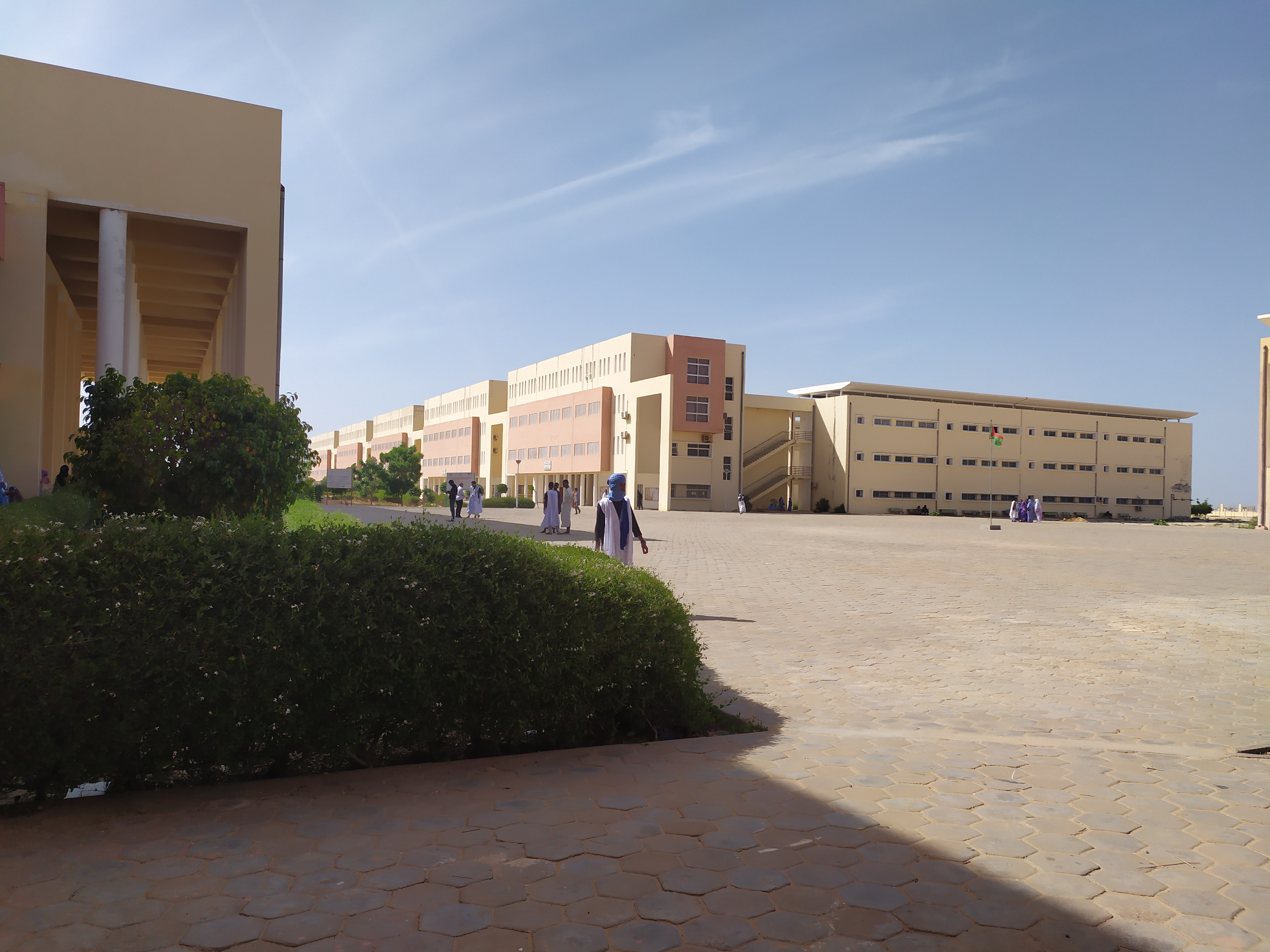
Université de Nouakchott Al Aasriya

### Écoles primaires et secondaires
Il existe de nombreuses écoles primaires et secondaires, parmi les plus importantes figurent le Lycée Français Théodore Monod et l'American International School of Nouakchott et le lycée d’Excellence de Nouakchott.

### Enseignement supérieur
La principale université de Mauritanie, l’Université de Nouakchott Al Aasriya, a été fondée en 1981.
Parmi les autres établissements d'enseignement supérieur figurent l'Université libanaise internationale en Mauritanie, l'École nationale d'administration, l'École normale supérieure de Nouakchott, l'Académie Navale, le Collège des sciences et de la technologie et l'Institut scientifique supérieur.

### Formation militaire
À proximité de l'université se trouvent l'école d'état-major mauritanienne et le Collège de défense G5 Sahel, destinés à former des officiers supérieurs.

## Transports

### Transport maritime
Port de pêche
À six kilomètres à l'ouest du centre-ville se trouve le port de pêche ou plage des Pêcheurs, ainsi nommé car les bateaux de pêche sont tirés côte à côte sur la plage de sable, sur une ligne longue de plus d’un kilomètre. La côte droite, non protégée, est exempte de jetée. Si les pêcheurs sont, pour la plupart, des Wolof du Sénégal, d'autres viennent des pays voisins comme la Gambie ou la Guinée. Les prises sont débarquées dans la journée, principalement en fin d'après-midi, et vendues à la criée dans une poissonnerie.
Port industriel
Le port industriel est au sud du port de pêche. En 1966, la première installation portuaire a été mise en service à sept kilomètres au sud-ouest du centre-ville. Le port a été conçu pour un volume d'échanges de 50 000 tonnes par an. Au début des années 1970, la capacité a été portée à 200 000 tonnes pour expédier le minerai de cuivre de la zone minière d'Akjoujt. Avec un nouvel agrandissement en 1977, le Port a atteint une capacité de 320 000 tonnes. Des entreprises industrielles ont commencé à s'installer autour du port.
Port en eau profonde
Nouakchott n'avait pas de port en eaux profondes, elle dépendait donc des approvisionnements terrestres par les ports sénégalais. Les relations économiques avec la république populaire de Chine ont commencé en 1967 lorsque Moktar Ould Daddah, lors de sa visite d'État en Chine, a reçu un engagement pour un prêt initial de cinq millions de dollars américains et une offre pour 200 tonnes de matériel agricole. Ceux-ci pouvaient être déchargés via la première jetée, mise en service un an plus tôt. En 1974, le président mauritanien a convenu avec la Chine de construire un port en eau profonde de 37 millions de dollars près de la ville, qui, une fois achevé en 1986, est devenu le plus grand projet de construction chinois en Afrique après la liaison ferroviaire Tanzanie-Zambie (TAZARA).
La première pierre du nouveau port est posée en avril 1979 ; lors de son inauguration le 17 septembre 1986, le Port Autonome de Nouakchott (PANPA) est surnommé Port de l'Amitié. Situé a 15 km au Sud-Ouest de la ville de Nouakchott, le Port dispose d'un quai de 585 mètres de long. Les principales importations du port industriel sont le ciment, le blé, le sucre, le maïs, le lait et les produits finis de toutes sortes. De nombreuses marchandises sont destinées du Mali et sont ensuite acheminées par camion par la Route de l'Espoir. Les principales exportations sont le gypse (50 000 tonnes en 2008) de la Société Arabe des Industries Métallurgiques (SAMIA), en provenance d'un bassin minier entre Nouakchott et Akjoujt. Le port a été conçu pour une capacité de 500 000 tonnes de port en lourd (DWT) de fret par an, mais a traité 1 500 000 tonnes (DWT) en 2009,.
En 2009, la Chine a décidé  d'investir 282 millions de dollars supplémentaires dans le port. En 2011, la Banque mondiale a étudié le financement d'une nouvelle installation de conteneurs maritimes dans le port. Le Port de Nouakchott peut recevoir un tonnage théorique maximal de 7.000.000 tonnes, 170000 conteneurs et 684 navires. En 2019, la Chine investit dans les industries de transformation des produits de la pêche.

### Transport fluvial
Le fleuve Sénégal est le fleuve qui sépare la Mauritanie du Sénégal. La société des bacs à Rosso couvre les opérations fluviales sur le fleuve Sénégal le long de la Frontière entre la Mauritanie et le Sénégal. Elle opère actuellement à deux niveaux:
- Passage au niveau de Rosso avec deux bacs de 80 tonnes.

La capacité de chargement maximale est de 80 tonnes, mais l'équipe d'inspection technique permet un plafond de 70-75 tonnes. La dimension de la plate-forme est de 20 mètres sur 8 mètres. La navette dure normalement de 30 à 40 minutes pour traverser les 800 mètres qui séparent les deux rives.
Il y a un accord entre les deux pays, le Sénégal et la Mauritanie, avec des navettes quatre fois par jour.
- Passage au niveau de Kaédi avec un bac en bois pour la traversée des voitures.

### Transport aérien
L’Aéroport international de Nouakchott-Oumtounsy a remplacé l'ancien aéroport international de Nouakchott en juin 2016 donnant lieu a une nouvelle assiette foncière au centre-ville. Celle-ci ayant permis le financement du nouvel aéroport. 

### Transport routier
Les liaisons routières principales de Nouakchott sont:
- N3 Axe Nouakchott – Néma. Longue de 1 100 kilomètres, la Route de l'Espoir relie Nouakchott à Néma via Boutilimit et Kiffa[29].
- Axe Nouakchott – Kaédi, 418 km asphaltés[29].
- N1 Axe Nouakchott – Akjoujt – Atar, longue de 440 km, et au Sahara occidental à travers le désert[29].
- N2 Nouakchott-Rosso, 204 km, asphaltée, menant à Saint-Louis, Sénégal
- Axe Nouakchott-Nouadhibou, 470 km, asphaltée, menant au Sahara occidental[29].

Des minibus neufs, climatisés, assurent les liaisons Nouakchott-Nouadhibou et Nouakchott-Atar. De même, des compagnies de bus ont vu le jour, desservant, au départ de Nouakchott, Atar, Nouadhibou, Kiffa, Néma et Kaedi.
Au niveau intra-urbain, 68km de routes sont prévus pour l'amélioration de la circulation dans le cadre du volet Voirie du Programme d'urgence pour le développement de Nouakchott.

### Transport local
En ville, les taxis, nombreux et en général dans un état de fatigue avancé, sortent rarement de la zone urbaine. Les tarifs pratiqués sont sensiblement les mêmes que vous preniez une Renault 12 en cours d'émiettement ou une Mercedes 200 d'arrivage. Si vous en louez un à la journée, mieux vaut choisir un véhicule en bon état. Les Sénégalais, facilement reconnaissables aux quantités de décorations très kitsch qu'arborent le pare-brise et le tableau de bord, ont tendance à bien entretenir, voire à chouchouter, leurs bagnoles et apprécient l'autoradio.
On peut aller absolument partout en Mauritanie avec des taxis-brousse, mais il faut savoir qu'ils ne sont pas toujours en bon état et qu'ils n'hésitent pas sur le remplissage. Si vous ne voulez pas arriver complètement rétréci et si vous avez le budget, n'hésitez pas à payer plusieurs places ou à prendre le siège avant (plus cher).
Il existe deux sortes de taxis-brousse : sur le goudron, les Peugeot break qui prennent jusqu'à 9 personnes en plus du chauffeur (deux devant, quatre au milieu et trois à l'arrière) ; sur le goudron et les pistes, on trouve les 4x4Toyota ou Nissan Patrol. Ces derniers sont moins chers que les Peugeot mais tout aussi pleins. Le prix varie selon que vous êtes en cabine, protégé mais serré, ou à l'extérieur, à l'arrière du pick-up, cheveux au vent.
Le principe du taxi collectif est de partir lorsqu'il est plein. Sur certains trajets, on risque donc d'attendre (quelques heures ou quelques jours), à moins d'acheter les places non remplies.
Prévoir de l'eau, un foulard, ainsi qu'une couverture si l'on voyage à l'arrière.

## Lieux de culte
Parmi les lieux de culte, il y a principalement des mosquées musulmanes. Il y a aussi des églises et des temples chrétiens : Diocèse de Nouakchott (Église catholique), églises protestantes et églises évangéliques.
Les mosquées les plus connues, construites après l'indépendance, sont la mosquée Ibn Abbas construite en 1963 et considérée comme la plus ancienne mosquée de Nouakchott, celle dite « marocaine », dont l'architecture ne manque pas de rappeler la Koutoubia de Marrakech, et la mosquée appelée « saoudienne », un édifice imposant aux minarets élancés offert par l'Arabie saoudite.

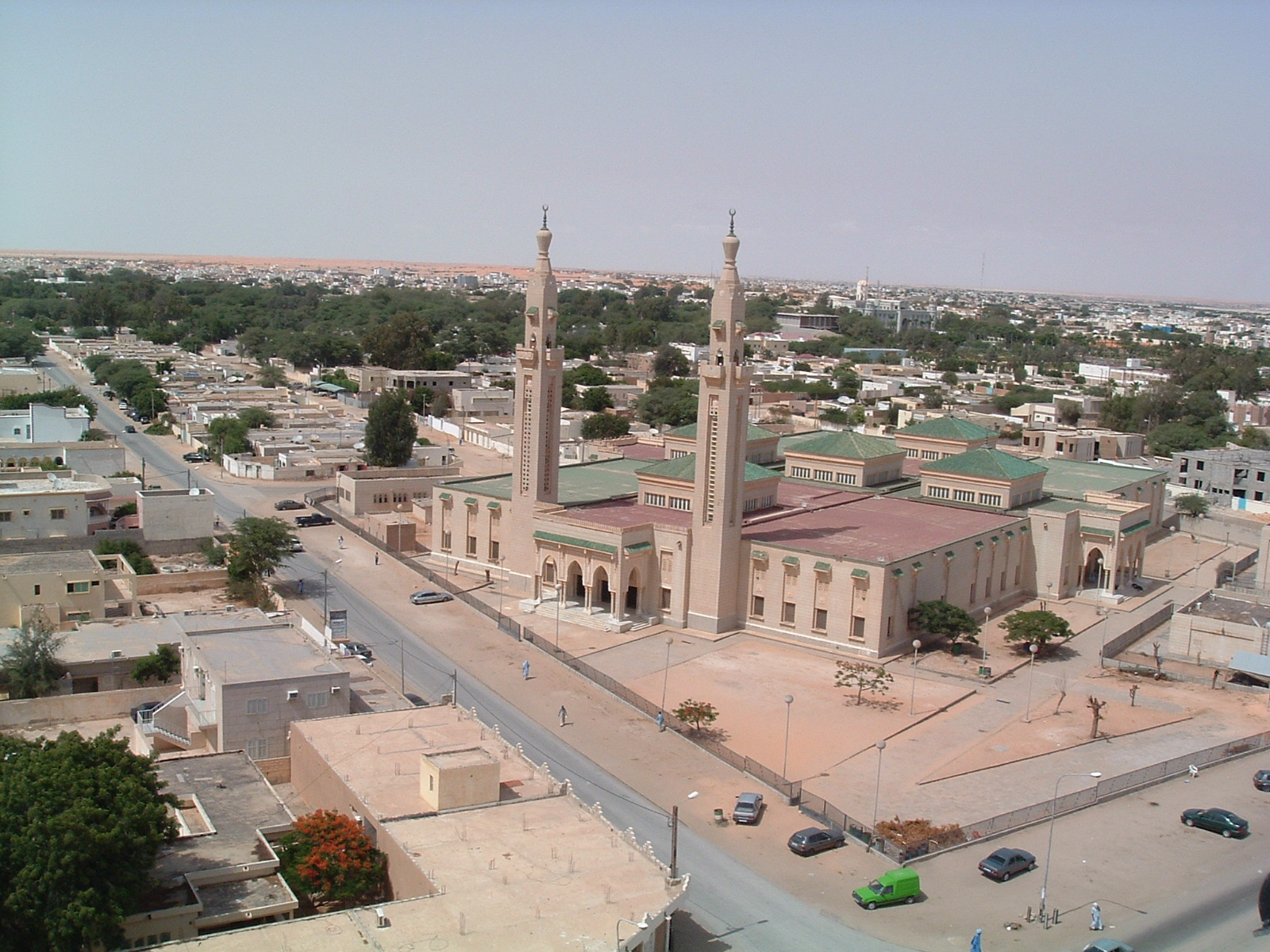
Mosquée saoudienne.
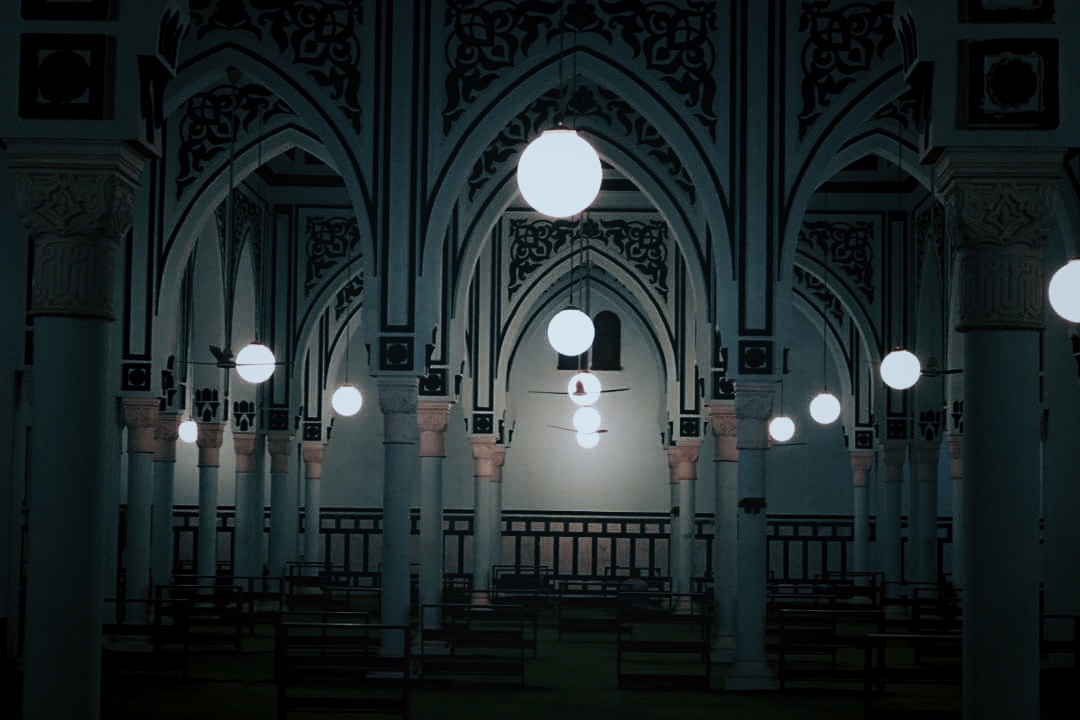
Intérieur de la mosquée saoudienne.

## Sport

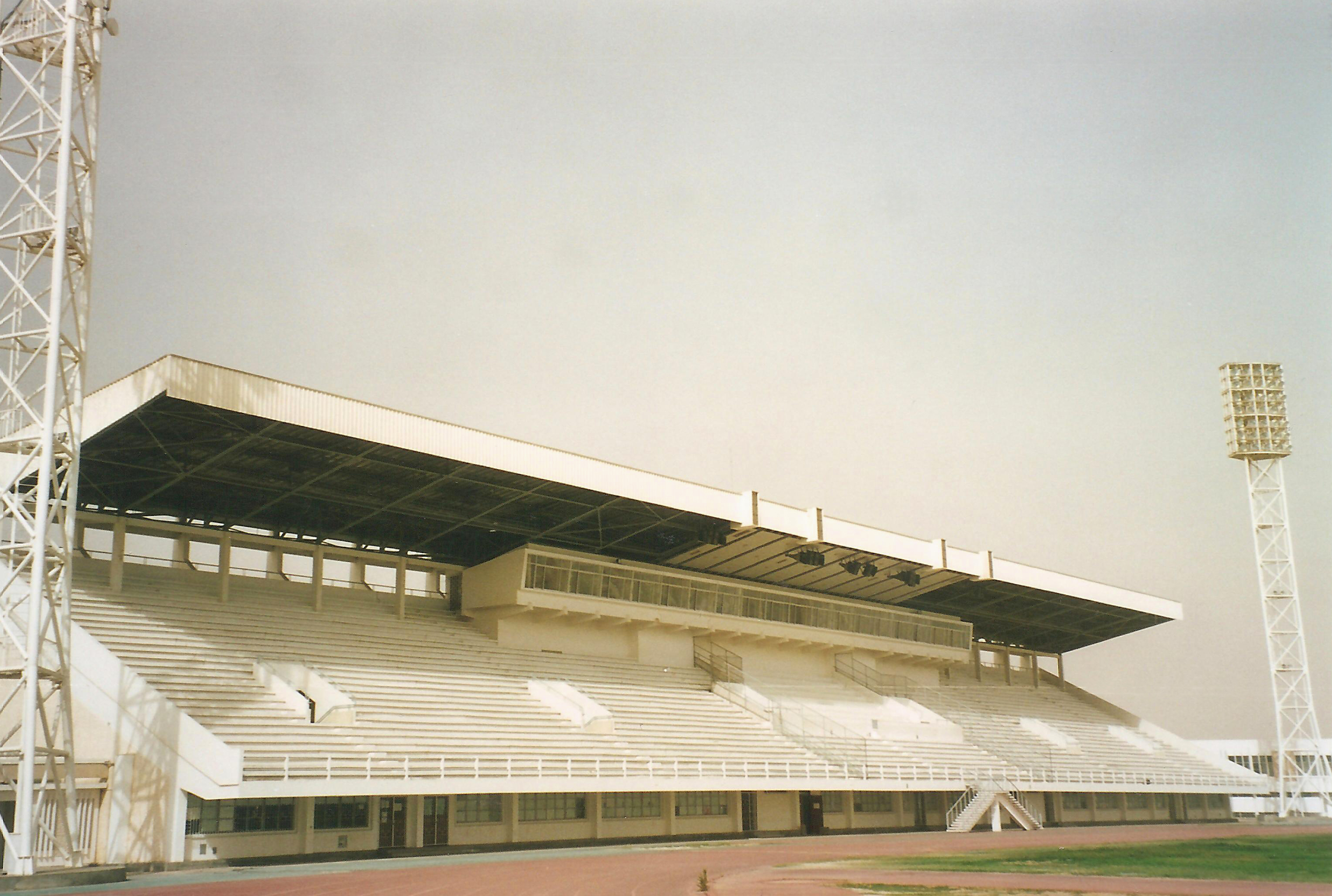
Le stade national

### Football
Les clubs suivants sont basés à Nouakchott (11 des 14 clubs participant au championnat de Mauritanie de football sont y situés) : 
- ASC Mauritel ;
- ASC Al Nasr de Sebhka ;
- ASC Armée ;
- ASAC Concorde ;
- ASC El Ahmedi FC ;
- ASC Entente FC ;
- ASC Garde nationale ;
- ACS Ksar ;
- ASC Police ;
- AMSME El Mina ;
- FC Nouadhibou ;
- Chemal FC.

### Stade olympique de Nouakchott
Inauguré en 1983, le Stade olympique de Nouakchott est le plus grand stade de Mauritanie avec une capacité de 10 800 places. Celui-ci est principalement à accueillir l'équipe nationale de football et recevoir différentes rencontres sportives importantes. Il est également doté d'une piste d'athlétisme.

### Stade Cheikha Ould Boïdiya
Construit entre 1968 et 1969, le Stade Cheikha Ould Boïdiya (anciennement Stade de la capitale jusqu'en 2012) dispose d'une capacité de 8 200 places assises et d'une pelouse naturelle. Souvent utilisé par la sélection nationale mauritanienne ou pour de grandes rencontres internationales comme la coupe d'Afrique des Nations des moins de 20 ans 2021, il a été également conçu pour les matchs de la ligue mauritanienne dont les clubs n'ont pas encore les moyens de disposer de leurs propres stades.

## Personnalités nées à Nouakchott
- Moustapha Ould Ahmed Ely, universitaire et homme politique
- Ely Ould Mohamed Vall, militaire, ancien chef de l'État (1953-2017).
- Mohamed-Salem Ideidbi, Dr en Droit de la Sorbonne, Écrivain-Chercheur

## Urbanisme

### Le développement de la ville
Le développement de la ville de Nouakchott se fait le long de certains axes, de manière discontinue.

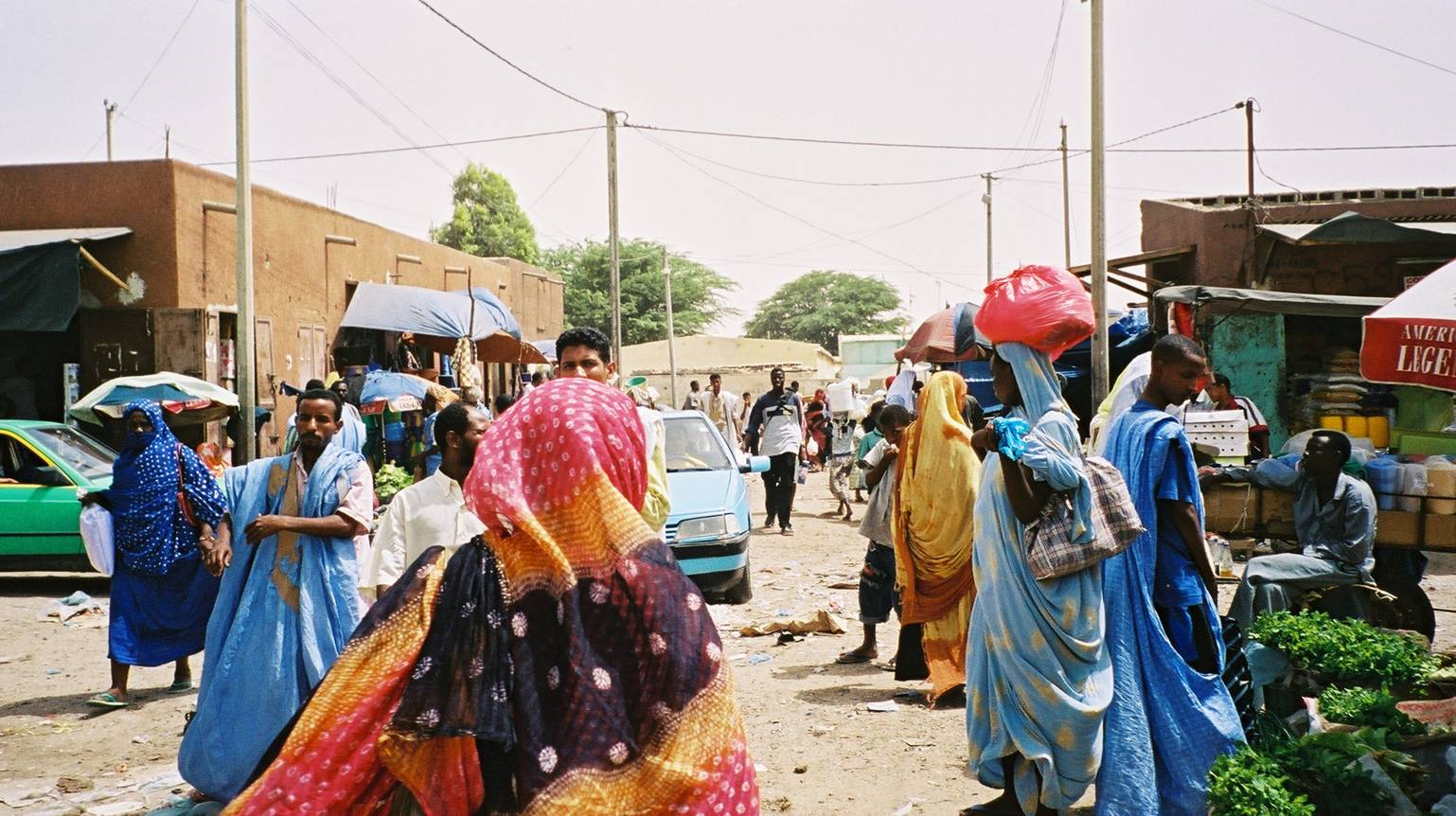
Le marché de Nouackhott (en bordure du marché couvert)
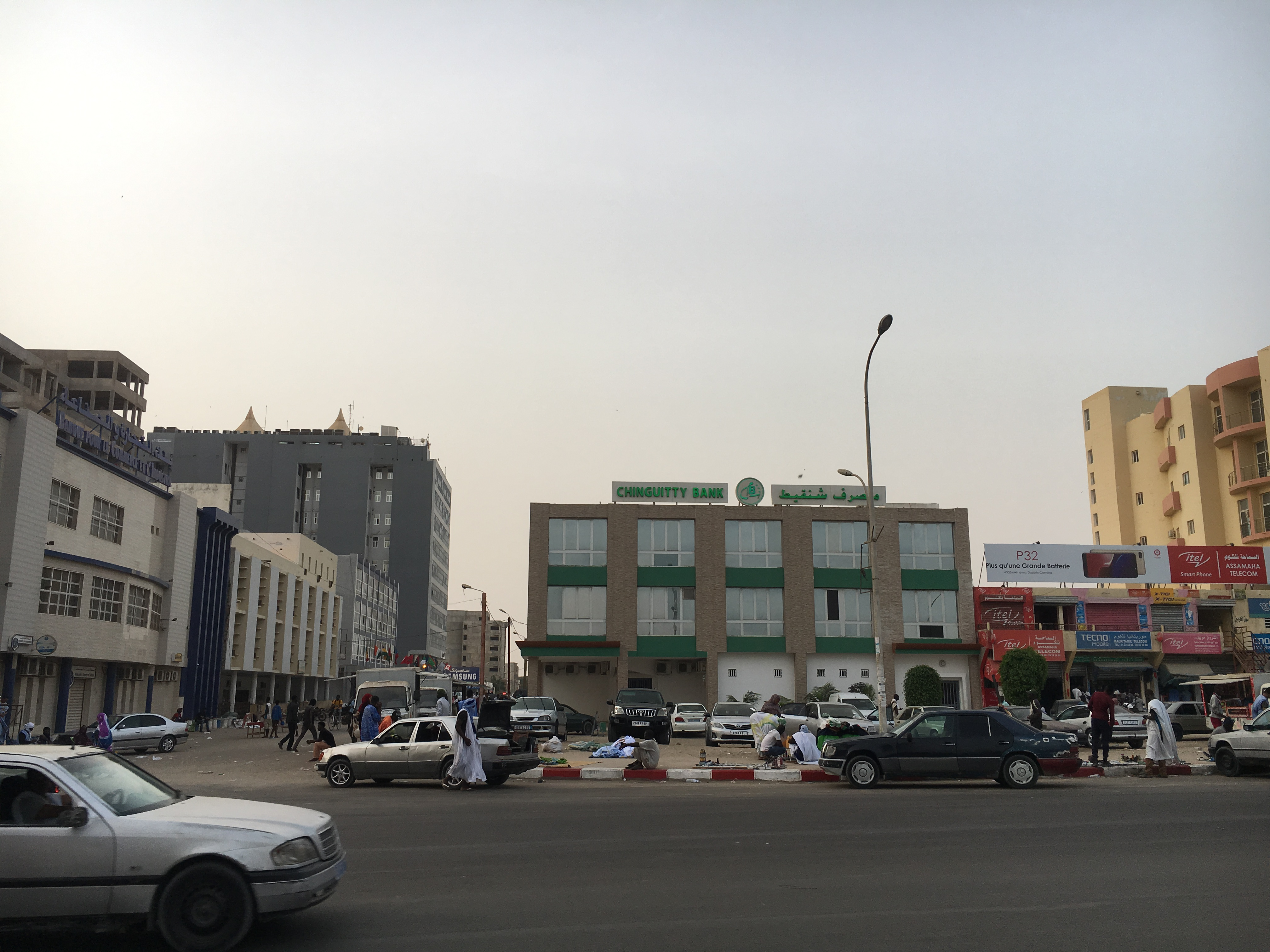
Centre-ville de Nouakchott

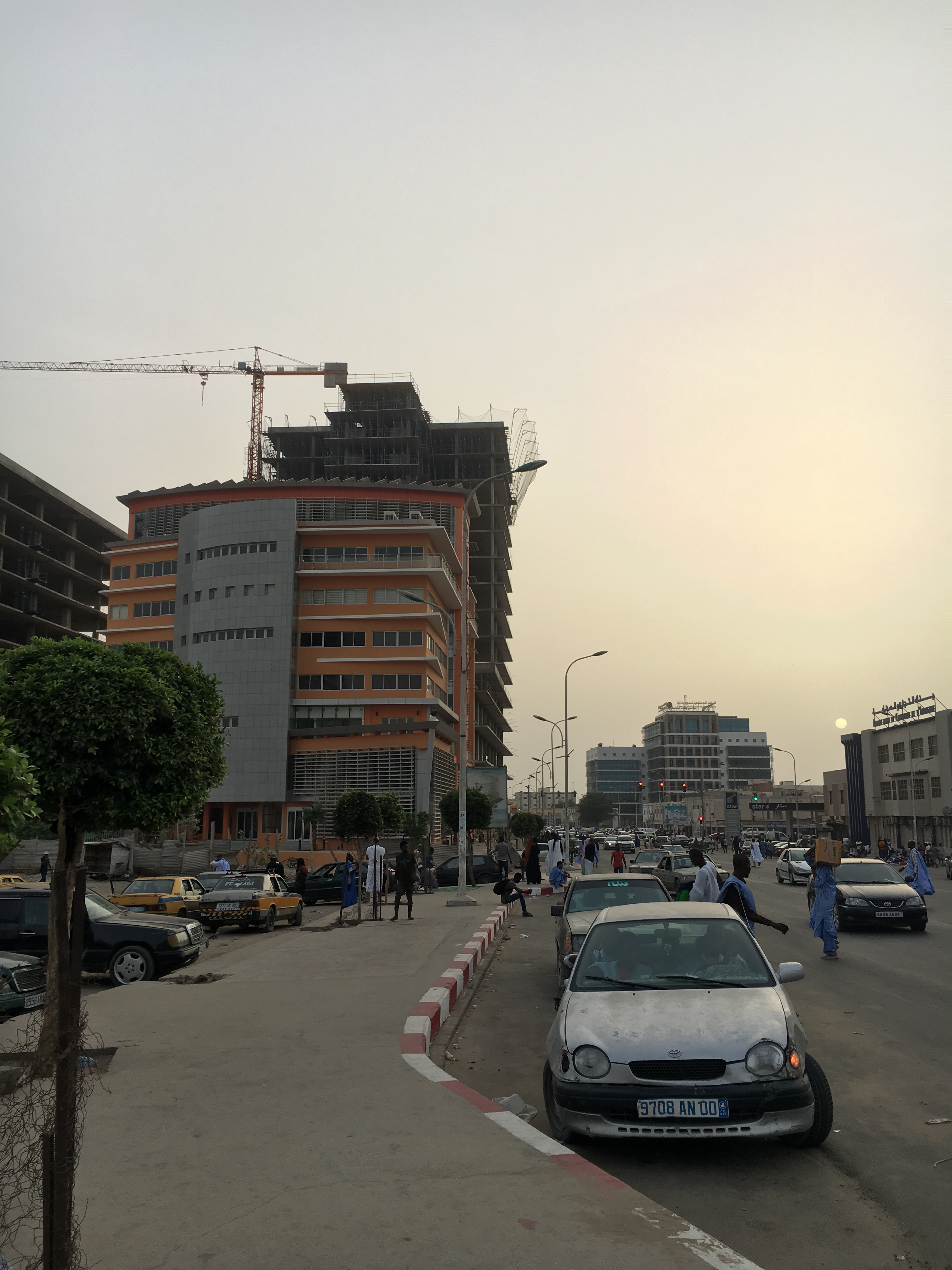
Rue de Nouakchott
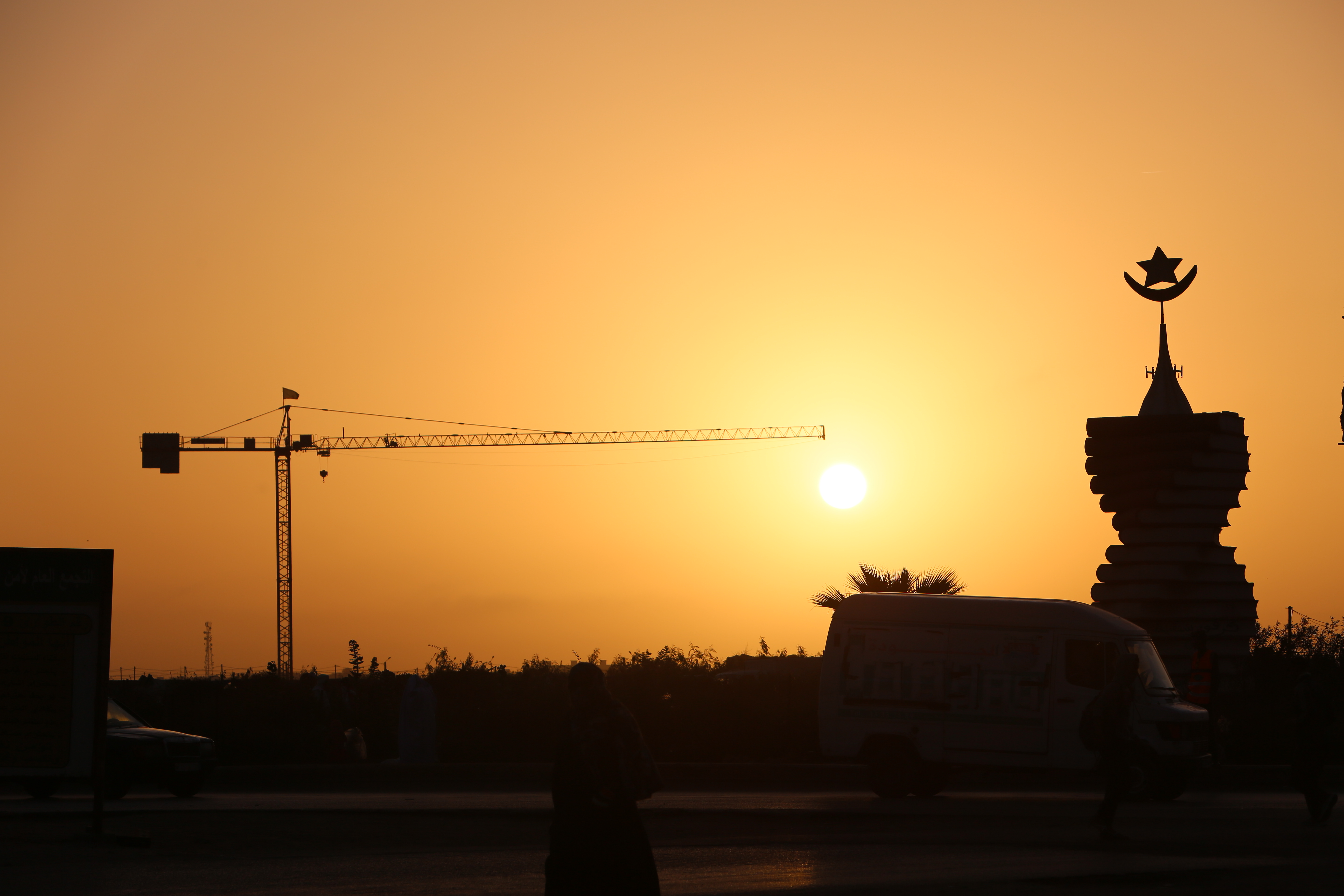
Le carrefour Madrid à Nouakchott. (Mars 2019)
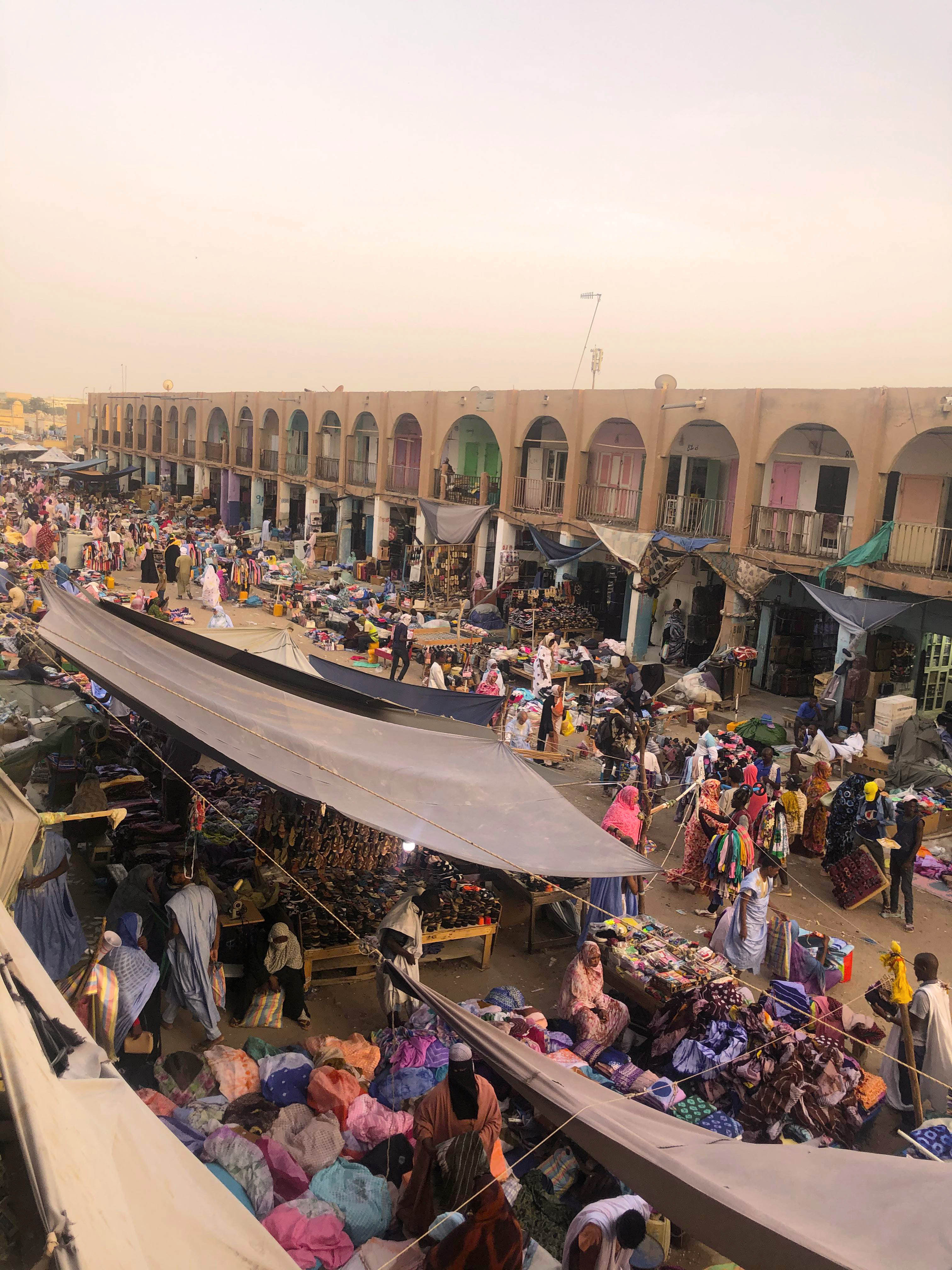
L'ancien marché capitale à Nouakchott.

La ville s'est étendue vers le sud et l'est de manière assez importante (les vides ont été comblés), il est assez probable que les zones d'habitats informels (kébbés) aient été repoussées vers les périphéries et que les kébbés soient devenus des zones d'habitats évolutives.
Le noyau de la ville est constitué du ksar, noyau originel de Nouakchott, et du quartier du marché (médina) séparés par la cité administrative (ministères, présidence). C'est « le Nouakchott que tout le monde connaît ». Cet ensemble, qui est la jonction entre l'ancien ksar et la partie de la ville ayant la fonction de capitale, a été construit avant 1975. Ce noyau est bordé par une zone d'habitat de moyen standing qui était au départ prévue pour accueillir l'ensemble des fonctionnaires de la cité administrative. Il était prévu d'y construire des habitats collectifs (barres de trois étages maximum) pour les loger. Une première vague de 200 logements a été construite, mais les fonctionnaires les plus aisés et les expatriés ont rapidement quitté ces barres pour des quartiers plus agréables à vivre (nord-ouest, résidentiel de haut standing). Cette forme d'habitat a été délaissée, mal utilisée (familles nombreuses), et le projet abandonné.
L'habitat de moyen standing est plutôt classique pour un pays musulman. Comparable à l'habitat de la médina, il évolue souvent en même temps que la famille et ses revenus (agrandissements successifs), sur une base carrée ou rectangulaire, parfois avec une cour carrée au milieu.
Les zones dites d'habitat évolutif (ou Gazra) et de kébbé sont les zones d'habitats informels ou d'anciens habitats informels. Ce sont les zones produites par l'explosion urbaine de Nouakchott et la périurbanisation (extension des espaces périurbains).
Le kébbé est la zone par excellence de l'habitat informel : c'est le nom de ce que l'on nomme globalement bidonville. Ce sont des quartiers d'habitats spontanés sous-intégrés. Le terme de kébbé viendrait du mot hassanya (langue arabo-berbère) signifiant « ordure ».
L'habitat évolutif est l'habitat basé sur l'évolution de certains kébbés légalisés par les autorités. On les appelle aussi Gazra. Ces anciens kébbés ressemblent à de véritables quartiers par un processus de consolidation et de construction, grâce à certains des occupants qui cherchent à valoriser ces zones. Ils bénéficient par la suite d'un meilleur accès à l'eau, aux transports, à l'éducation et à la santé qui sont les problèmes récurrents des kébbés.

### Particularités du logement informel à Nouakchott
Les kébbés de Nouakchott ont des particularités spécifiques.
Les bidonvilles sont des zones d'habitats sous-intégrés d'habitats spontanés : non prévus par les plans d'urbanisme et illégaux.

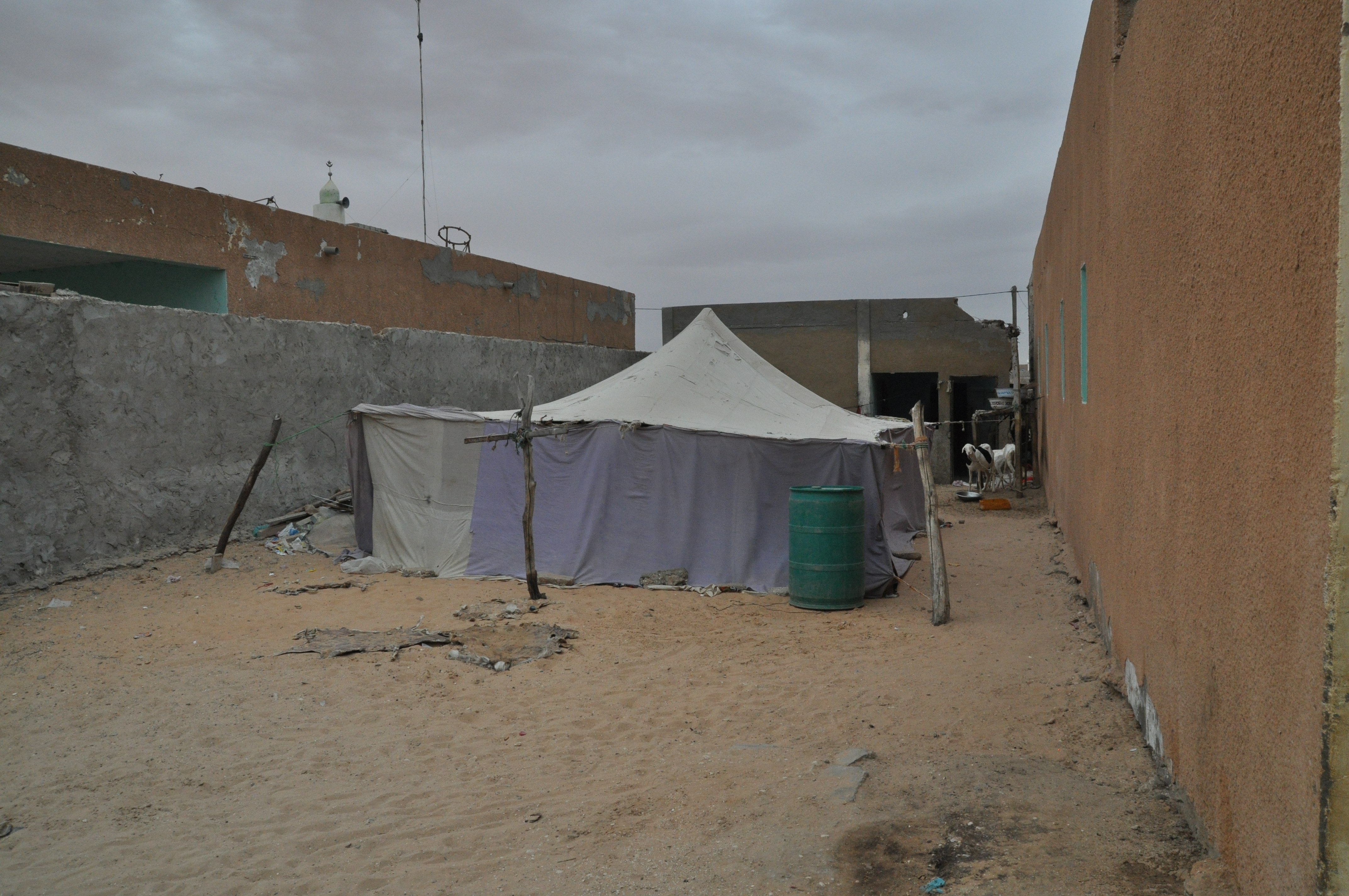
Toujours présente, la tente traditionnelle

Ces quartiers constituent souvent une zone de transition entre la ville au sens propre et l'espace rural d'où proviennent les populations de ces quartiers. C'est particulièrement vrai pour les kébbés qui, en plus de cela, conservent certaines traces du nomadisme.
En effet, les kébbés sont l'agglomération de plusieurs espaces fonctionnels contigus délimités ou non par un enclos. Les abris se résument souvent à la baraque (matériel de récupération) ou à la tente (persistance d'une culture nomade), parfois les deux en même temps.
Kébbé type : tente, baraque, coin cuisine, enclos à animaux :
- tente pour les heures les plus chaudes de la journée (pratique cependant en recul) ;
- baraque pour dormir, coin cuisine à l'extérieur ;
- présence d'animaux dans un enclos ou vaquant librement autour, mal nourris[34]. C'est une ressource d'appoint pour les familles.

Ces ensembles forment un enchevêtrement dense et inorganisé : c'est un quartier anarchique où l'on passe où l'on veut, entre les tentes et les baraques.
Les constructions en dur sont rares (à cause de la situation juridique précaire de ces habitats).
Le mode de vie du kébbé est symbolique de la transition du modèle agropastoral dominant en Mauritanie, au mode de vie urbain. Cette solution transitoire est parfois préférée à l'installation dans les unités standardisées, préfabriquées des constructions étatiques (même si ce modèle est limité à Nouakchott par l'absence de moyens étatiques). Les kébbés sont aussi les lieux d'une culture à la croisée des chemins : métissage des cultures peule, toucouleur, wolof avec la culture maure, malgré une tendance à la séparation de la ville en quartiers ethniques facilement explicable par le fait qu'un nouveau venu s'installe d'abord près des gens qu'il connaît ou qui ont la même origine.

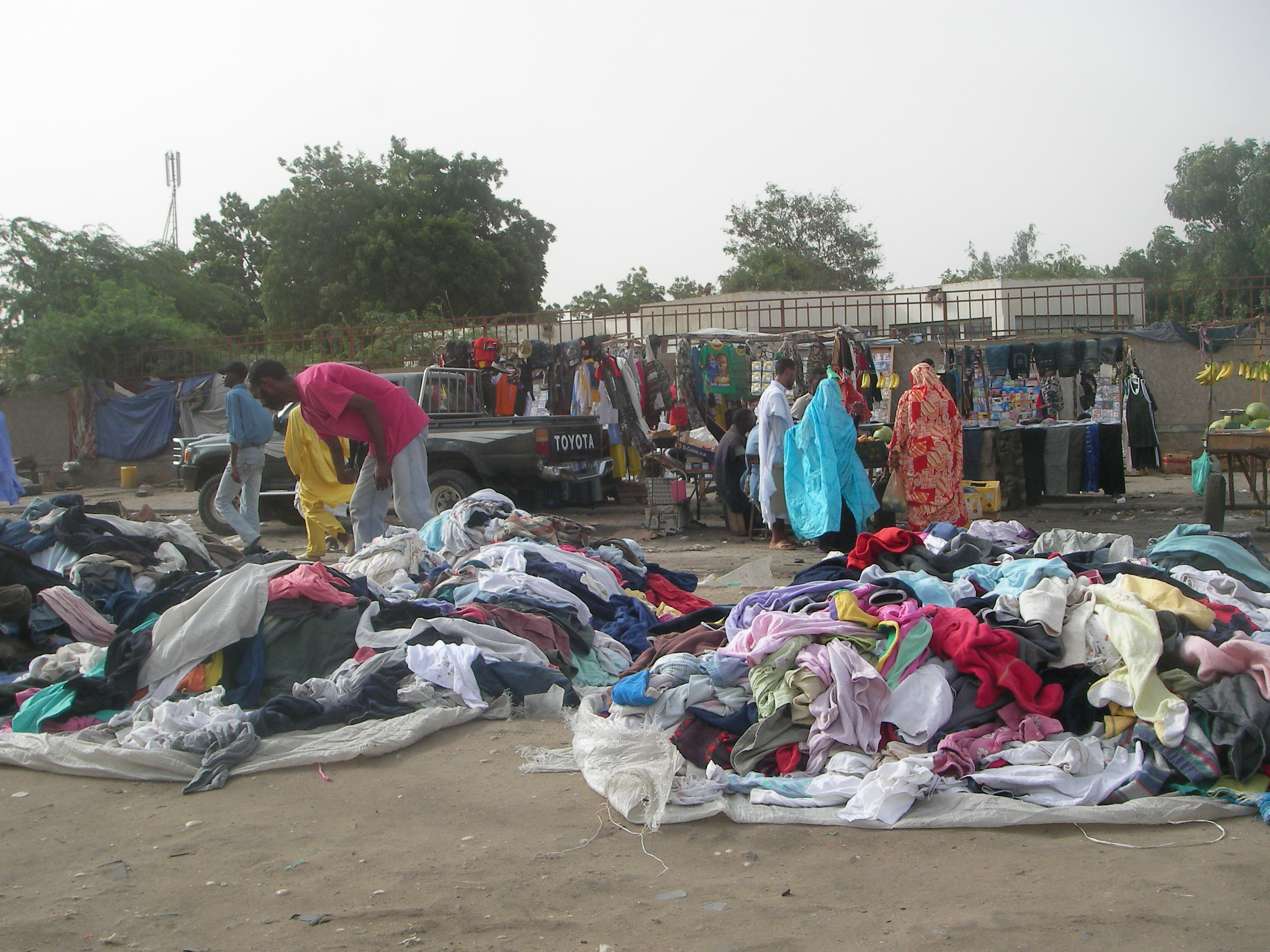
Commerce de rue

Il y a une réelle corrélation entre les habitants de ces quartiers et ceux des quartiers dits d'habitat évolutif et l'économie informelle qui constitue l'un des principaux moyens de subsistance (commerce de rue, emplois non déclarés, micro-entreprises non déclarées, travail à domicile...). [La notion de chômage a peu de sens dans les PED]
L'extension de la ville s'est faite par l'extension non contrôlée des kébbés, seule solution pour les populations émigrées et défavorisées arrivant à Nouakchott pour résoudre le problème du logement via l'économie.
Cette extension non contrôlée de la ville a longtemps été la règle, la prise de conscience de ce phénomène d'extension massive de l'habitat informel a été relativement tardive et longtemps considérée par les autorités comme due à une situation conjoncturelle.
Ce n'est qu'à partir de 1974 que les autorités, face au risque de « bidonvillisation » généralisée de la ville, ont pris la mesure de la chose.
Données
Les estimations les plus récentes (basées sur des chiffres de la fin des années 1980, début 1990) concernant l'habitat informel à Nouakchott font état de 37 à 42 % (I. Sachs) de la population vivant dans des quartiers illégaux de type kébbés, et d'environ un autre tiers de la population qui vivrait dans des quartiers certes légaux mais dénués d'équipement. Mais la proportion d'habitants vivant dans les kébbés a été par moments, proportionnellement, plus importante que cela (durant les années suivant les sécheresses de 68-73).
Les principaux problèmes de ces quartiers sont ceux de l'accès à l'eau, capitale dans cette région, de la desserte en transports (goudronnage des routes), ainsi que l'accès à l'éducation, à la santé...
La résorption de l'habitat précaire reste un enjeu pour les autorités et les habitants.

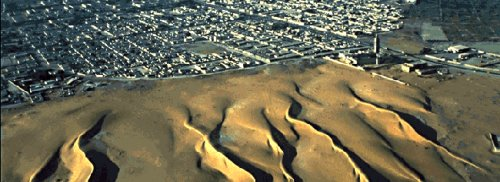
Avancée des dunes de sable

L'habitat informel mène à des conditions de vie difficiles : insalubrité, risques sanitaires (maladies), insécurité sociale (risque d'expulsion), surexposition aux dangers naturels (pour Nouakchott, les inondations et les tempêtes de sable).
On peut assez aisément dire que la résorption de cet habitat précaire est importante pour l'amélioration des conditions de vie des habitants.

### Tentatives de mise en place de politiques d'urbanisme
Les politiques envisageables pour résorber l'habitat précaire :
Pour résorber l'habitat spontané et stopper la bidonvilisation de la ville, les autorités ont à leur disposition une palette de politiques différentes.
Parmi les politiques envisageables : le déguerpissement envisagé et appliqué au début des années 1980. Pourtant, face à la généralisation des kébbés, les politiques ont préféré préserver la paix sociale et envisager des solutions plus consensuelles.
La construction immobilière :
1. Par des investissements publics accompagnés d'un certain volontarisme d'État… se heurte aux réalités mauritaniennes et au manque de moyens étatiques ;
2. Par des investissements privés, comme dans les pays pétroliers… cela suppose un dynamisme économique que Nouakchott n'a pas (en tout cas pas selon les critères de l'économie mondialisée).

Vague de régularisation quartier par quartier des parcelles occupées illégalement, solution largement employée à Nouakchott créant un enjeu autour du foncier et de la notion de propriété (qui était au départ relativement étrangère aux populations rurales), et de nombreuses spéculations, profitant plutôt aux plus aisés (seuls à pouvoir construire sur les terres accordées par l'état).
Lutte contre la centralité : cette politique est parfaitement envisageable pour remédier aux problèmes de Nouakchott. Création de villes nouvelles, meilleure distribution des ressources entre les villes pour les rendre plus attrayantes aux candidats à l'émigration et soulager ainsi Nouakchott.
Lutte contre la macrocéphalie urbaine de Nouakchott. Cela ne semble pas être une option envisagée pour Nouakchott, le PDU (programme de développement urbain entré en vigueur le 30 avril 2002 et qui doit durer jusqu'au 30 juin 2009) lancé par la Banque mondiale consacre 54 millions de dollars rien que pour Nouakchott sur les 70 millions initialement accordés pour la Mauritanie (le montant réel sera plus proche de 85 millions de dollars compte tenu de la baisse du dollar).
Il y a tout un ensemble d'autres mesures possibles, mais cependant moins utilisées dans cette partie du monde, exemple des ONG. La question des ressources allouées à ces politiques reste récurrente.
La gestion de l'habitat précaire et de l'expansion de la ville par les autorités à Nouakchott :
L'État est le principal acteur de la politique d'urbanisme en Mauritanie car c'est le seul possesseur de la terre. En effet, depuis la création de l'État Mauritanien, celui-ci a cherché à s'approprier la terre en dépossédant les tribus qui fondaient leur droit à la terre sur la coutume (pas de propriété telle qu'on l'entend chez nous). Ce processus d'appropriation de la terre par l'État s'est terminé en 1983.
Pour devenir propriétaire en Mauritanie, il faut obtenir une autorisation d'occuper le terrain par un hakem (fonctionnaire). Ce permis est souvent considéré comme un droit de propriété en lui-même par la population, alors que ce titre n'a aucune valeur définitive. Il est délivré contre le prix du terrain et les frais de bornage. À partir de ce moment, le bénéficiaire a deux ans pour construire (selon les règles d'urbanisme) avant de pouvoir réclamer le titre définitif de propriété. Ce circuit est complexe et très lent. Il y a eu de nombreuses dérives : occupation illégale, spéculation foncière, délivrance de titres par d'anciens hakem congédiés...
Cette réforme a suscité le phénomène des gazra en insinuant dans l'esprit de la population que l'occupation d'un terrain entraîne son appropriation légale ou au moins légitime.
L'absence de plans cadastraux et d'archives dignes de ce nom est due au fait que la notion de propriété ne soit pas encore dans les mœurs, à cause de la tradition nomade.
À partir de ce moment, l'informalisation du marché immobilier et foncier n'a pas connu de réelles limites et s'est poursuivie avec toutes les dérives d'urbanisme, les tensions et les spéculations qui s'ensuivent.
Même lorsque l'état distribue quelques milliers de parcelles à des populations défavorisées, celle-ci, n'ayant pas les moyens de construire revendent ces parcelles à des gens plus aisés qui spéculent ensuite dessus, afin de se réinstaller plus loin pour éventuellement construire en plus dur. Cela engendre évidemment une spéculation foncière qui profite aux plus riches.
Tous les plans envisagés par les autorités pour Nouakchott depuis sa création ont été mis en échec par l'expansion rapide de la ville. Il suffit de citer une des tentatives pour améliorer l'accès au logement :
La SOCOGIM (société de Construction et de gestion Immobilière) a été créée en 74 pour favoriser l'accès au logement par la construction rapide de logements. En dix ans, 12 000 logements ont été construits, 16 000 parcelles accordées. Ce fut largement insuffisant face à l'afflux massif d'émigrés. C'est un des nombreux échecs de mise en place d'une réelle politique d'urbanisme.

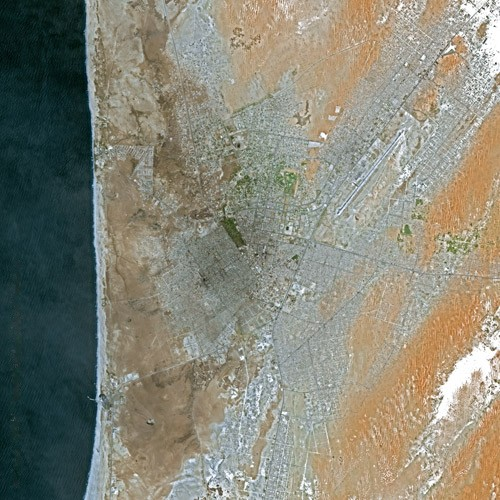
Nouakchott vue par le satellite Spot

Après avoir laissé faire ou mené pendant des années des politiques parfois contradictoires ou vouées à l'échec par manque de moyens, l'État se lance aujourd'hui dans un réengagement dans le domaine foncier et immobilier :
PDU lancé avec l'aide de la Banque mondiale en 2000, 54 millions de dollars sur 10 ans pour Nouakchott. Le but est de densifier l'habitat plutôt que de continuer à étendre la ville, éviter son développement radial pour un développement plus concentrique, et éviter les sites impropres. Le PDU envisageait aussi un cadastrage général et précis mis à jour à l'aide de photos satellites. Ce programme ambitieux voulait éviter la distribution de parcelles supplémentaires dans le mesure du possible, or ce n'est pas ce qui semble se passer (exemple au nord : attribution de parcelles en zones inconstructibles en droit. Malgré l'accalmie dans l'afflux de nouveaux venus à accueillir, Nouakchott peut-elle arriver à rattraper son retard sur le plan de l'aménagement urbain tout en continuant d'intégrer les nouveaux migrants ?
Un exemple de réussite :
Kébbé d'El Mina : opération de restructuration pour régulariser les habitations et viabiliser la zone.
Déplacement des 2300 familles vivant sur les terrains destinés aux infrastructures (voirie et écoles), recasées dans le même quartier, sur une zone adjacente. Chaque famille a un terrain de 120 m2, propriété accordée au bout de trois ans si les familles restent sur les terrains sur cette période (finalité : enraciner les bénéficiaires dans le quartier). Depuis le lancement en 2003, presque toutes les familles ont construit en dur, l'objectif qui devait être atteint en trois ans l'a été à 90 % au bout de 10 mois. Système d'aide sous tutelle du commissariat aux droits de l'homme, avec ONG de microcrédit (unité de 10 familles, remboursement collectif).
Cette réussite a demandé la coopération de tous les acteurs capables de fournir un effort : État, ONG (cf. Le GRET), institution internationale, avec le soutien des habitants.
Peut-être que la localisation de ce bidonville a pu aider pour parvenir à ce résultat.
La résorption de l'habitat spontané est un enjeu majeur pour Nouakchott, comme d'ailleurs pour les autres villes du monde arabe. Les autorités commencent à prendre conscience de la nécessité politique de ne pas abandonner ces populations (le danger islamiste provient souvent des bidonvilles comme au Maroc, ou des fiefs de l'opposition, comme c'est le cas en Mauritanie).
Mais la résorption de cet habitat précaire n'est pas non plus exempte de manipulation politique, de népotisme et même sous certains aspects cela entraîne la création de nouvelles notabilités.

### Problèmes principaux de la ville de Nouakchott

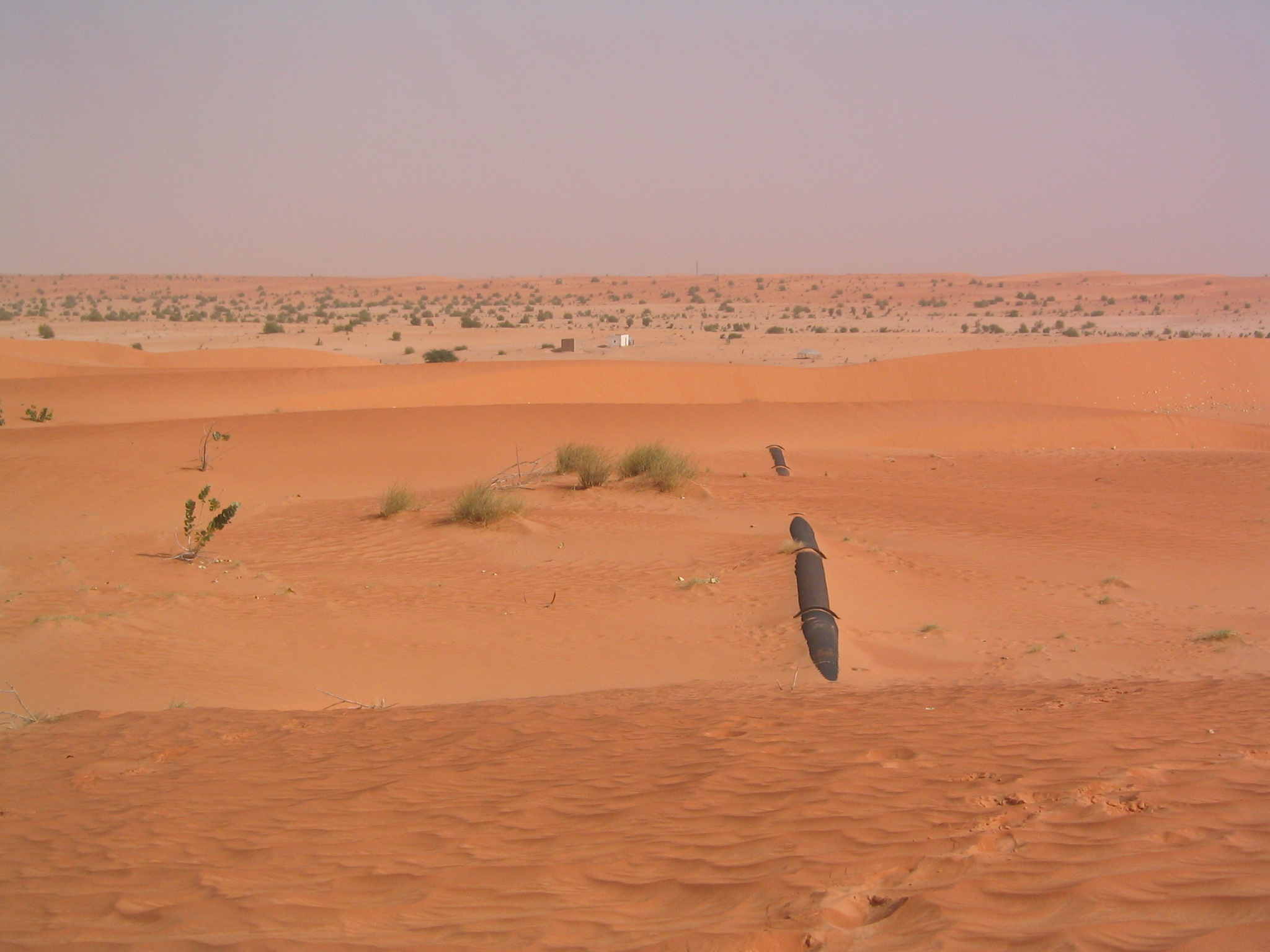
Conduite approvisionnant Nouakchott en eau douce depuis la nappe d'Idini, située à 60 km

Nouakchott connaît de nombreux problèmes :
- une mauvaise urbanisation due aux deux noyaux qui se sont trop vite rejoints : difficulté de circulation, mauvais services, etc. ;
- une saturation de l'espace : les quartiers pauvres, Kebbé, se multiplient ;
- une pauvreté qui s'accroît ;
- le risque d'ensablement ;
- la menace liée à l'océan Atlantique : une partie de la ville est située en dessous du niveau de la mer ; les dunes, déjà fragiles, ont servi de supports à des constructions pauvres, ce qui a augmenté leur fragilité ;
- l'absence totale d'eau douce, qui doit être importée depuis le fleuve Sénégal distant de deux cent kilomètres. Le grand projet Aftout Sahli a apporté une solution définitive à ce problème, par une adduction d'eau qui relie Nouakchott au fleuve Sénégal et dont les travaux se sont achevés en 2011. Avant cette date, l'eau potable venait exclusivement du champ captant d'idini, à 60 km à l'Est de la ville.

La modification des courants côtiers marins due en grande partie à la construction du port, entraine une déstabilisation rapide du cordon dunaire côtier. Alors que paradoxalement s'intensifie l'urbanisation derrière ce cordon, dans une zone légèrement plus basse que le niveau de l'océan.

### Résorption des bidonvilles
En 2009, le gouvernement mauritanien a annoncé qu'il entamerait un processus de nettoyage du bidonville à la périphérie de Nouakchott, car 24 000 familles seraient finalement relogées dans des logements prévus dans la ville.
Le processus devait commencer par le relogement de 9 000 familles de la périphérie dans une zone pauvre du quartier d'Arafat nommée "Kosovo" pour son taux de criminalité élevé et ses services médiocres.
Le gouvernement prévoyait de commencer à déplacer les familles en juin 2009, malgré les inquiétudes des agences d'aide selon lesquelles les infrastructures nécessaires ne pouvaient pas être mises en place dans le quartier d'accueil,.
En 2013, il a été signalé que "les bidonvilles ont été remplacés par des logements sociaux pour les plus pauvres,
, la Banque mondiale signalant que le plan a rencontré un succès substantiel, entraînant l'accès à des services améliorés pour 181 035 personnes des bidonvilles.

## Jumelage
| Ville | Ville                            | Pays | Pays                | Période     |
| ----- | -------------------------------- | ---- | ------------------- | ----------- |
|       | Amman                            |      | Jordanie            | depuis 1999 |
|       | Bamako                           |      | Mali                |             |
|       | Brazzaville                      |      | République du Congo |             |
|       | conseil régional d'Île-de-France |      | France              |             |
|       | Lanzhou                          |      | Chine               |             |
|       | Madrid                           |      | Espagne             |             |
|       | Tucson                           |      | États-Unis          |             |